# Regimentul 15 Infanterie (1916-1918)
Regimentul 15 Infanterie a fost o unitate de nivel tactic care s-a constituit la 14/27 august 1916, prin mobilizarea unităților și subunităților existente pe timp de pace care au aparținut de Regimentul Războieni No. 15. Unitatea a făcut parte din organica Brigăzii 13 Infanterie, fiind dislocată în timp de pace în garnizoana Piatra Neamț. Regimentul a participat la acțiunile militare desfășurate pe frontul românesc pe toată perioada războiului, între 14/27 august 1916 - și prima sa demobilizare din 28 mai/10 iunie 1918.
În timpul ofensivei din Transilvania și a operației de apărare a trecătorilor a luptat mai întâi în zona Ciucului și Odorheiului, iar mai apoi în apărarea văi Uzului.
În luna noiembrie 1916 a luat parte la bătălia dusă pentru apărarea Capitalei. Ulterior s-a retras luptând până la Măgura Odobeștilor, aducându-și contribuția atât la acțiunile militare de pe aliniamentul Cricov-Ialomița cât și la încercarea de rezistență de pe aliniamentul Râmnicu Sărat-Viziru. Luptând în continuare pe frontul de la Oituz, a participat la acțiunea de stabilizare a frontului pe Siret. 
Din cele 4 batalioane inițiale ale regimentului, Batalionul 4 (Teritorial) a intrat în noiembrie 1917 în ordinea de bătaie a Divizia 17 Infanterie, fiind distrus în Bătălia de la Târgu Jiu din noiembrie 1916. Cei care au mai supraviețuit, au continuat să ducă în cadrul resturilor Diviziei 17 Infanterie (desființată ulterior la sfârșitul anului 1917), lupte de ariergardă în Oltenia.
În primăvara anului 1917 a fost retras temporar de pe front și dislocat în Județul Bacău, în cadrul procesului de reorganizare a Armatei României. La momentul retragerii din linia întâi, din efectivul inițial de 3.221 de militari cu care unitatea mobilizase, mai erau 300 de militari. Reorganizat și cu efectivul completat, la începutul verii în perspectiva ofensivei e la Nămoloasa unitatea s-a deplasat spre Tecuci, de unde a revenit după 1 lună în zona Oituzului și Slănicului și a participat mai apoi la a treia bătălie de la Oituz. 
În ultima parte a anului 1917 și la începutul anului 1918, regimentul a fost dislocat în zona Neamțului pentru a contribui la dezarmarea trupelor ruse aflate în retragere. Redislocată ulterior pe frontiera cu Bucovina, după încheierea Păcii de la Buftea unitatea a demobilizat în garnizoana de reședință până la 23 mai/5 iunie 1918.
La 27 octombrie/9 noiembrie 1918 întreaga armată română a trecut din nou pe picior de război. Regimentul 15 Infanterie – care se găsea în garnizoana de reședință Piatra Neamț, a fost din nou mobilizat în cadrul Diviziei 7 Infanterie. A aparținut astfel celor dintâi unități mobilizate în octombrie 1918, urmând să opereze în Transilvania.
În semn de apreciere a comportamentului regimentului în luptă, drapelul unității a fost decorat cu Steaua României. 
„Multe jertfe au fost făcute de acest regiment, pierzând atât soldați cât și ofițeri bravi și vrednici.”—Iconom Victor Gervescu, locotenent-confesor, 12 ianuarie 1918
Spre aducerea aminte a acestui fapt, au fost ridicate monumente comemorative care au arătat 
„...gratitudinea națiunii române pentru tot ce a fost adânc, înălțător și frumos în acele momente.”—I. P. S. Teofan al Moldovei și Bucovinei, 12 septembrie 2017

## Perioada neutralității

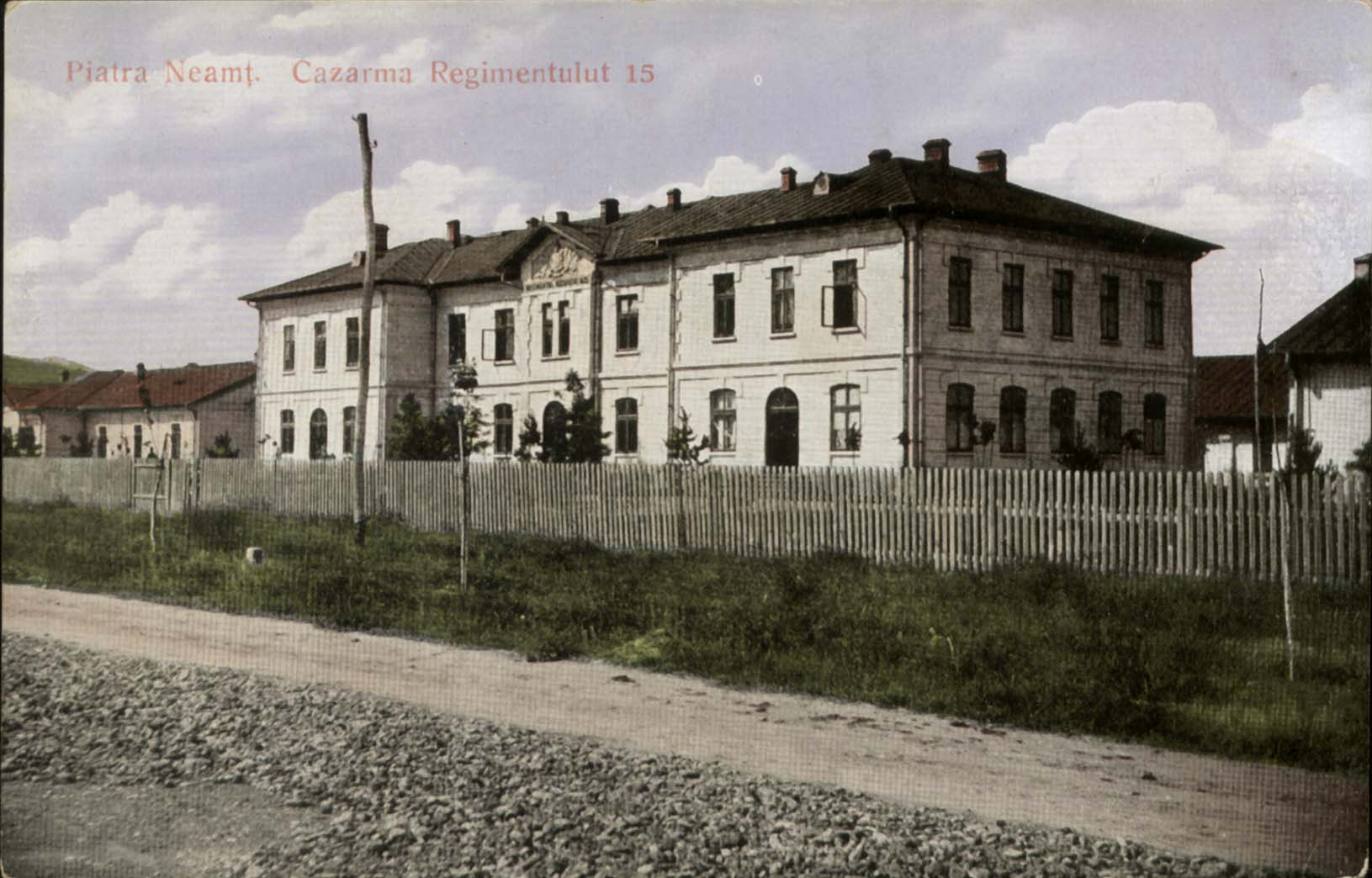
Cazarma Regimentului 15 Infanterie din Piatra Neamț

Odată revenită din Campania din Bulgaria, unitatea a continuat sa fie parte a Brigăzii 13 Infanterie din organica Diviziei 7 Infanterie, iar în perioada neutralității și-a continuat activitatea în garnizoana de dislocare pe timp de pace din orașul Piatra-Neamț. La 1 decembrie 1914, colonelul Emil Romanescu a demisionat din armată și a fost înlocuit din funcția de comandant al regimentului de colonelul Alexandru Anastasiu. Anastasiu a rămas pe această poziție de comandă pană la 1 aprilie 1915, dată la care colonelul Nicolae Rujinschi a devenit noul comandant al unității.
La 15 ianuarie 1915, structura regimentului includea patru batalioane și o companie de mitraliere. Dintre batalioane – ca urmare a hotărârii Marelui Stat Major General, la date de 6 februarie 1914 Batalionul 4 (depozit) a fost redenumit Batalionul Teritorial „Razboieni”, această subunitate devenind activă la 4 mai 1915.

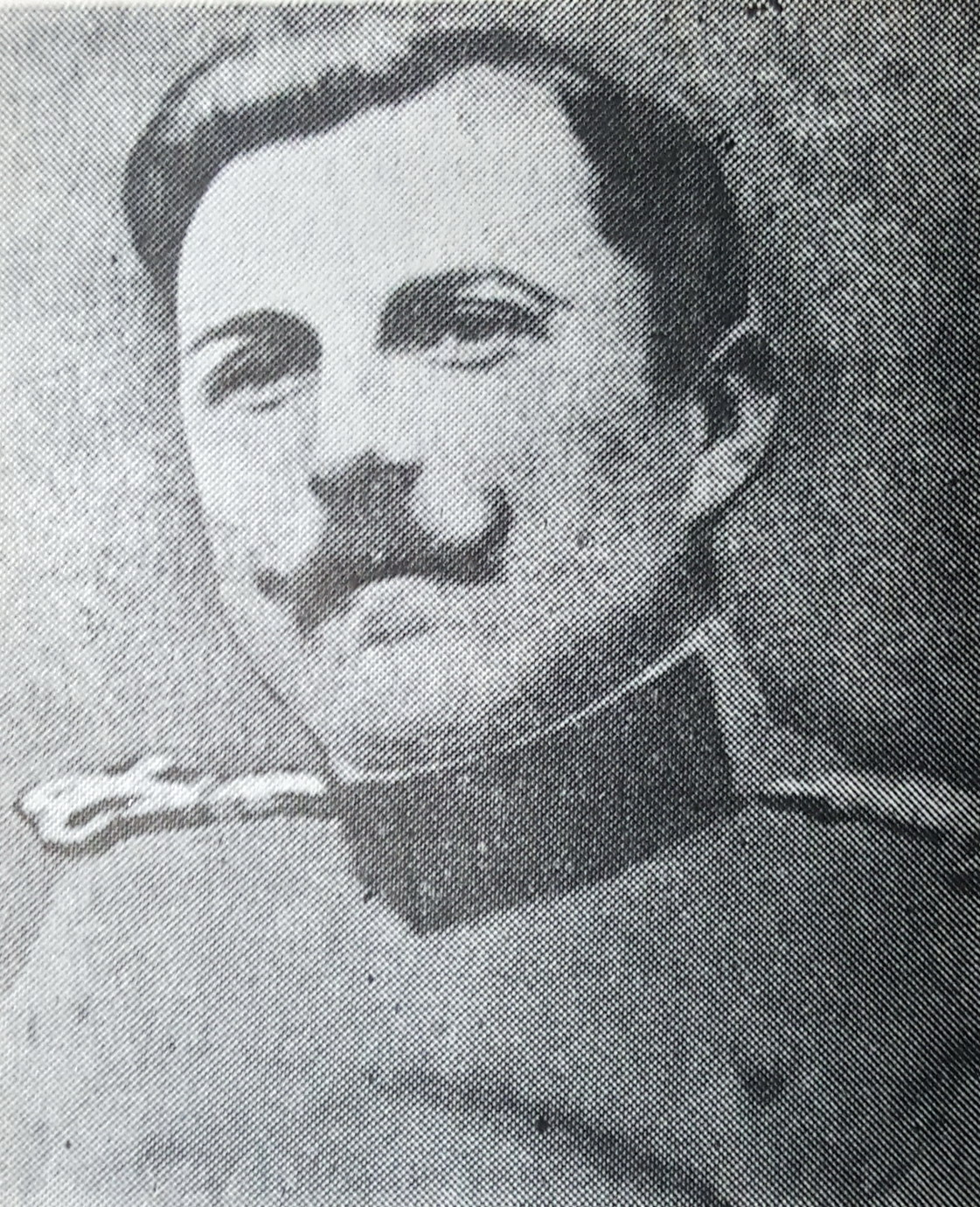
Căpitanul-poet Nicolae Vulovici

În perioada iulie - noiembrie 1914 regimentul a fost mobilizat, efectivul mobilizabil al acestuia (care includea și partea sedentară) fiind la data de 12 iunie 1915 de 5.587 oameni, din care 5.220 români, 412 evrei, 32 maghiari, 20 germani și 2 ruși. În intervalul anilor 1915-1916 în cadrul programului de pregătire desfășurat de întreaga armată, unitatea s-a pregătit în zona sa de responsabilitate din județele Neamț, Suceava și Bacău, prin marșuri, trageri și aplicații.
Pe fondul dificultăților date de concentrări și aplicații și al nerăbdării de a trece Carpații spre Transilvania, atmosfera în cadrul unității a devenit tensionată și grea, astfel că într-o scrisoare, căpitanul Nicolae Vulovici a scris:
„Pe aici, pe la noi miroase a praf de pușcă. Dar pe la voi ? Tot așteptăm să trecem munții că mi s-a urât cu atâta enervare. Sa trecem Dealulși să luăm Ardealul !”—Nicolae Vulovici, „Scrisoare către C. S. Făgețel” din 2 septembrie 1914

## Participarea la operații
La intrarea în război, Regimentul 15 Infanterie era format din patru batalioane de infanterie și o companie de mitraliere, fiind comandat de locotenent-colonelul Teodor Pirici. Ordinea de bătaie a unității la mobilizare a fost următoarea:

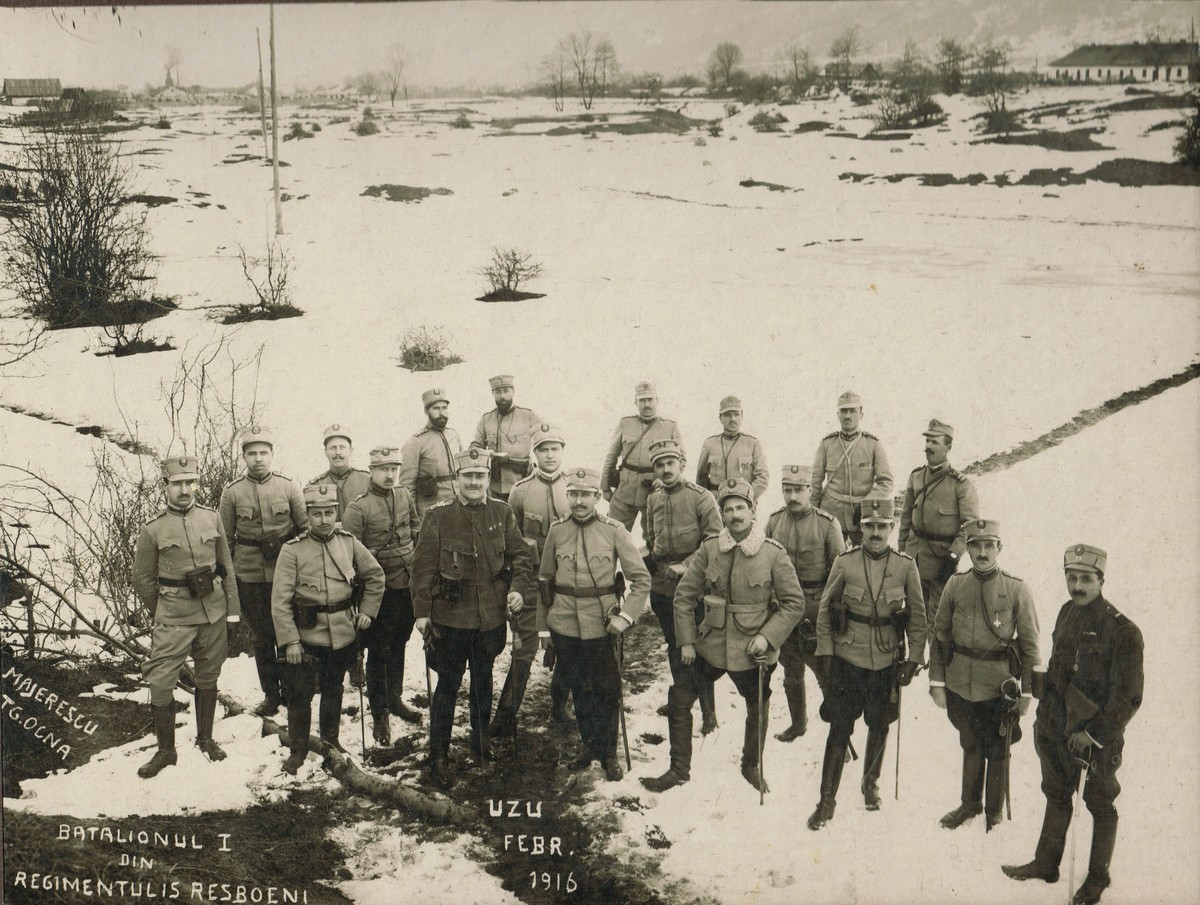
Corpul de comandă al Batalionului 1 în februarie 1916, în timpul unei aplicații desfășurate pe valea Uzului

```
└─o 
Comandantul Regimentului 15 Infanterie
: Lt.col. 
Teodor Pirici

  │ ├─o Ajutorul comandantului: Lt.col. 
Vasile Boțea

  │ ├─o Adjutant: Sublt.(rz) 
Nicolae Stupcanu

  │ ├─o Medic: Cpt. 
Nicolae Becescu

  │ └─o Preot Confesor: 
Victor Gervescu

  ├─o 
Batalionul 1
: Mr. 
Ștefan Mihăileanu

  │ ├─o Compania 1-a: Lt. 
Victor Gherasim

  │ ├─o Compania a 2-a: Lt. 
Petru Gotcu

  │ ├─o Compania a 3-a: Cpt. 
Dumitru Neagu 

  │ └─o Compania a 4-a: Cpt. 
Nicolae Vulovici

  ├─o 
Batalionul 2
: Mr. 
Alexandru Gheorghiu

  │ ├─o Compania a 5-a: Slt. 
Emil Curpen

  │ ├─o Compania a 6-a: Lt. (rz) 
Z. Grigoriu

  │ ├─o Compania a 7-a: Lt. 
Grigore Radu

  │ └─o Compania a 8-a: Cpt. 
Dumitru Coroamă

  ├─o 
Batalionul 3
: Lt.col. 
Vasile Boțea

  │ ├─o Compania a 9-a: Cpt. 
Nicolae Năstase

  │ ├─o Compania a 10-a: Lt. 
loan Angelescu

  │ ├─o Compania a 11-a: Cpt. 
Gh. Popescu

  │ └─o Compania a 12-a: Lt. 
Ion Diamandescu

  ├─o 
Compania de mitraliere
: Lt. 
Ilie Crețulescu

  └─o 
Batalionul Teritorial
```

| Imagine indisponibilă                                   |  | Imagine indisponibilă                                                          |
| Planul român de campanie pentru anul 1916 - „Ipoteza Z” |  | Dispozitivul Armatei de Nord în preziua intrării în război (14/27 august 1916) |

Unitatea a mobilizat următorul efectiv: 63 ofițeri, 3.258 trupă, 374 cai și 72 trăsuri. Ca efect al pierderilor suferite în luptă și din cauza unor restructurări, regimentul a fost reorganizat de mai multe ori, în anii 1916, 1917, 1918 și 1919.
Serviciile religioase au fost efectuate în perioada războiului mai întâi de preotul Vitor Gervescu din Roznov, iar după mutarea acestuia, de către preotul ieromonah Stelian Doraș, de la Mănăstirea Cocoș.

### Campania anului 1916
Planul de război cuprins în „Ipoteza Z” a Statului Major român a prevăzut ofensiva peste arcul carpatic spre Budapesta și defensiva pe Frontul de Sud. Armata de operații a fost împărțită în patru grupe, dispunerea acestora făcând ca Armata de Nord – care urma să fie aripa de înaintare spre vest, să ocupe Carpații Moldovei. În zona de sud acesta făcea joncțiunea cu Armata 2, care se întindea până în regiunea Vrancei.
Divizia 7 Infanterie a intrat în compunerea Armatei de Nord, urmând să pătrundă în Ardeal peste Munții Ciucului. La începutul războiului, dispunerea Regimentului 15 Infanterie în ordinea de bătaie a Diviziei 7 Infanterie a fost următoarea:
|                                      |                                      |                                      |                                      |                                      |                                      |  |  |                                  |                                  |                                  |                                  | Divizia 7 Infanterie             |                                  |  |  |                                  |                                  |                                  |                                  |                                  |                                  |                       |                       |                                    |                                    |                                    |                                    |                                    |                                    |  |  |                                    |                                    |                                    |                                    |                                    |                                    |                       |                       |                                     |                                     |                                     |                                     |                                     |                                     |  |  |                                |                                |                                |                                |                                |                                |                     |                     |                                |                                |                                |                                |                                |                                |  |  |  |  |  |  |  |  |  |  |  |  |  |  |  |  |  |  |  |  |  |  |  |  |  |  |  |  |
|                                      |                                      |                                      |                                      |                                      |                                      |  |  |                                  |                                  |                                  |                                  |                                  |                                  |  |  |                                  |                                  |                                  |                                  |                                  |                                  |                       |                       |                                    |                                    |                                    |                                    |                                    |                                    |  |  |                                    |                                    |                                    |                                    |                                    |                                    |                       |                       |                                     |                                     |                                     |                                     |                                     |                                     |  |  |                                |                                |                                |                                |                                |                                |                     |                     |                                |                                |                                |                                |                                |                                |  |  |  |  |  |  |  |  |  |  |  |  |  |  |  |  |  |  |  |  |  |  |  |  |  |  |  |  |
|                                      |                                      |                                      |                                      |                                      |                                      |  |  |                                  |                                  |                                  |                                  |                                  |                                  |  |  |                                  |                                  |                                  |                                  |                                  |                                  |                       |                       |                                    |                                    |                                    |                                    |                                    |                                    |  |  |                                    |                                    |                                    |                                    |                                    |                                    |                       |                       |                                     |                                     |                                     |                                     |                                     |                                     |  |  |                                |                                |                                |                                |                                |                                |                     |                     |                                |                                |                                |                                |                                |                                |  |  |  |  |  |  |  |  |  |  |  |  |  |  |  |  |  |  |  |  |  |  |  |  |  |  |  |  |
|                                      |                                      |                                      |                                      |                                      |                                      |  |  |                                  |                                  |                                  |                                  |                                  |                                  |  |  |                                  |                                  |                                  |                                  |                                  |                                  |                       |                       |                                    |                                    |                                    |                                    |                                    |                                    |  |  |                                    |                                    |                                    |                                    |                                    |                                    |                       |                       |                                     |                                     |                                     |                                     |                                     |                                     |  |  |                                |                                |                                |                                |                                |                                |                     |                     |                                |                                |                                |                                |                                |                                |  |  |  |  |  |  |  |  |  |  |  |  |  |  |  |  |  |  |  |  |  |  |  |  |  |  |  |  |
|                                      |                                      |                                      |                                      |                                      |                                      |  |  |                                  |                                  |                                  |                                  |                                  |                                  |  |  |                                  |                                  |                                  |                                  |                                  |                                  |                       |                       |                                    |                                    |                                    |                                    |                                    |                                    |  |  |                                    |                                    |                                    |                                    |                                    |                                    |                       |                       |                                     |                                     |                                     |                                     |                                     |                                     |  |  |                                |                                |                                |                                |                                |                                |                     |                     |                                |                                |                                |                                |                                |                                |  |  |  |  |  |  |  |  |  |  |  |  |  |  |  |  |  |  |  |  |  |  |  |  |  |  |  |  |
| Regimentul 4 Vânători                | Regimentul 4 Vânători                | Regimentul 4 Vânători                | Regimentul 4 Vânători                | Regimentul 4 Vânători                | Regimentul 4 Vânători                |  |  | Brigada 13 Infanterie            | Brigada 13 Infanterie            | Brigada 13 Infanterie            | Brigada 13 Infanterie            | Brigada 13 Infanterie            | Brigada 13 Infanterie            |  |  |                                  |                                  |                                  |                                  | Brigada 14 Infanterie            | Brigada 14 Infanterie            | Brigada 14 Infanterie | Brigada 14 Infanterie | Brigada 14 Infanterie              | Brigada 14 Infanterie              |                                    |                                    |                                    |                                    |  |  |                                    |                                    | Brigada 37 Infanterie              | Brigada 37 Infanterie              | Brigada 37 Infanterie              | Brigada 37 Infanterie              | Brigada 37 Infanterie | Brigada 37 Infanterie |                                     |                                     |                                     |                                     |                                     |                                     |  |  |                                |                                |                                |                                | Brigada 7 Artilerie            | Brigada 7 Artilerie            | Brigada 7 Artilerie | Brigada 7 Artilerie | Brigada 7 Artilerie            | Brigada 7 Artilerie            |                                |                                |                                |                                |  |  |  |  |  |  |  |  |  |  |  |  |  |  |  |  |  |  |  |  |  |  |  |  |  |  |  |  |
| Regimentul 4 Vânători                | Regimentul 4 Vânători                | Regimentul 4 Vânători                | Regimentul 4 Vânători                | Regimentul 4 Vânători                | Regimentul 4 Vânători                |  |  | Brigada 13 Infanterie            | Brigada 13 Infanterie            | Brigada 13 Infanterie            | Brigada 13 Infanterie            | Brigada 13 Infanterie            | Brigada 13 Infanterie            |  |  |                                  |                                  |                                  |                                  | Brigada 14 Infanterie            | Brigada 14 Infanterie            | Brigada 14 Infanterie | Brigada 14 Infanterie | Brigada 14 Infanterie              | Brigada 14 Infanterie              |                                    |                                    |                                    |                                    |  |  |                                    |                                    | Brigada 37 Infanterie              | Brigada 37 Infanterie              | Brigada 37 Infanterie              | Brigada 37 Infanterie              | Brigada 37 Infanterie | Brigada 37 Infanterie |                                     |                                     |                                     |                                     |                                     |                                     |  |  |                                |                                |                                |                                | Brigada 7 Artilerie            | Brigada 7 Artilerie            | Brigada 7 Artilerie | Brigada 7 Artilerie | Brigada 7 Artilerie            | Brigada 7 Artilerie            |                                |                                |                                |                                |  |  |  |  |  |  |  |  |  |  |  |  |  |  |  |  |  |  |  |  |  |  |  |  |  |  |  |  |
|                                      |                                      |                                      |                                      |                                      |                                      |  |  |                                  |                                  |                                  |                                  |                                  |                                  |  |  |                                  |                                  |                                  |                                  |                                  |                                  |                       |                       |                                    |                                    |                                    |                                    |                                    |                                    |  |  |                                    |                                    |                                    |                                    |                                    |                                    |                       |                       |                                     |                                     |                                     |                                     |                                     |                                     |  |  |                                |                                |                                |                                |                                |                                |                     |                     |                                |                                |                                |                                |                                |                                |  |  |  |  |  |  |  |  |  |  |  |  |  |  |  |  |  |  |  |  |  |  |  |  |  |  |  |  |
| Regimentul 15 Infanterie „Războieni” | Regimentul 15 Infanterie „Războieni” | Regimentul 15 Infanterie „Războieni” | Regimentul 15 Infanterie „Războieni” | Regimentul 15 Infanterie „Războieni” | Regimentul 15 Infanterie „Războieni” |  |  | Regimentul 27 Infanterie „Bacău” | Regimentul 27 Infanterie „Bacău” | Regimentul 27 Infanterie „Bacău” | Regimentul 27 Infanterie „Bacău” | Regimentul 27 Infanterie „Bacău” | Regimentul 27 Infanterie „Bacău” |  |  | Regimentul 14 Infanterie „Roman” | Regimentul 14 Infanterie „Roman” | Regimentul 14 Infanterie „Roman” | Regimentul 14 Infanterie „Roman” | Regimentul 14 Infanterie „Roman” | Regimentul 14 Infanterie „Roman” |                       |                       | Regimentul 16 Infanterie „Suceava” | Regimentul 16 Infanterie „Suceava” | Regimentul 16 Infanterie „Suceava” | Regimentul 16 Infanterie „Suceava” | Regimentul 16 Infanterie „Suceava” | Regimentul 16 Infanterie „Suceava” |  |  | Regimentul 69 Infanterie „Dorohoi” | Regimentul 69 Infanterie „Dorohoi” | Regimentul 69 Infanterie „Dorohoi” | Regimentul 69 Infanterie „Dorohoi” | Regimentul 69 Infanterie „Dorohoi” | Regimentul 69 Infanterie „Dorohoi” |                       |                       | Regimentul 77 Infanterie „Botoșani” | Regimentul 77 Infanterie „Botoșani” | Regimentul 77 Infanterie „Botoșani” | Regimentul 77 Infanterie „Botoșani” | Regimentul 77 Infanterie „Botoșani” | Regimentul 77 Infanterie „Botoșani” |  |  | Regimentul 4 Artilerie „Roman” | Regimentul 4 Artilerie „Roman” | Regimentul 4 Artilerie „Roman” | Regimentul 4 Artilerie „Roman” | Regimentul 4 Artilerie „Roman” | Regimentul 4 Artilerie „Roman” |                     |                     | Regimentul 8 Artilerie „Roman” | Regimentul 8 Artilerie „Roman” | Regimentul 8 Artilerie „Roman” | Regimentul 8 Artilerie „Roman” | Regimentul 8 Artilerie „Roman” | Regimentul 8 Artilerie „Roman” |  |  |  |  |  |  |  |  |  |  |  |  |  |  |  |  |  |  |  |  |  |  |  |  |  |  |  |  |

#### Ofensiva în Transilvania
Regimentul a intrat împreună cu Regimentul 27 Infanterie în compunerea Brigăzii 13 Infanterie a Diviziei 7 Infanterie din Armata de Nord și a participat la Ofensiva Armatei Române în Transilvania, luptând pe valea Uzului, apoi la Miercurea Ciuc, Vlăhița și Odorhei.
| Imagine indisponibilă |  | Imagine indisponibilă |
| Hărți austro-ungare ilustrând la stânga porțiunea de ramă sud-vestică și la dreapta cea sud-estică a zonei din Carpații Orientali, unde a fost situat în primele 3 luni ale campaniei din 1916, teatrul de operații al Regimentului 15 Infanterie |  |                       |

Operația ofensivă a Armatei de Nord în Transilvania a avut mai multe etape:
- în prima, desfășurată între 15/28 august–20 august/2 septembrie, operația a fost declanșată de către grupurile de acoperire. Divizia 7 Infanterie, în acest interval a acționat peste munții Ciucului pe văile râurilor Trotuș și Uz, pentru a debușa pe cursul superior al râului Olt. Deși raportul de forțe și mijloace a fost favorabil Armatei de Nord, acesta a fost semnificativ alterat atât de caracteristicile terenului montan – format din lanțuri paralele împădurite și perpendiculare pe direcția de ofensivă, cât și de preexistența unor lucrări genistice amenajate din timp de‑a lungul frontierei, de trupele austro‑ungare.
- a doua etapă s-a declanșat după o scurtă pauză operativă și a avut loc între 21 august/3 septembrie–28 august/11 septembrie. Subiectul principal al etapei a fost constituit de continuarea efortului ofensiv, care a avut ca scop pătrunderea în depresiunile Transilvaniei estice. Raportul de forțe s-a modificat, ca urmare a aducerii de către inamic în zonă, de noi trupe. Divizia 7 infanterie a cucerit orașul Miercurea Ciuc, a forțat Oltul și a pătruns pe pantele estice ale  munților Harghitei. La 26 august/8 septembrie armata a primit ordinul de a se opri pe aliniamentul atins, urmând a se consolida în teren pentru a-l apăra. Unele acțiuni ofensive au continuat totuși, până la 28 august/ 10 septembrie.
- etapa a treia a avut loc între 29 august/ 11 septembrie – 13/26 septembrie și a constat în consolidarea flancului drept al armatei alături de realizarea unei bune cooperări cu Armata 9 Rusă, precum și în dezvoltarea ofensivei cu trupele flancului stâng, pentru a scurta frontul și a asigurăra legătura cu Armata 2 Română. Divizia 7 infanterie a angajat lupte grele în munții Harghitei, cecerind localitățile Vlăhița și Odorheiul Secuiesc și realizând joncțiunea cu dreapta Armatei 2 Române.

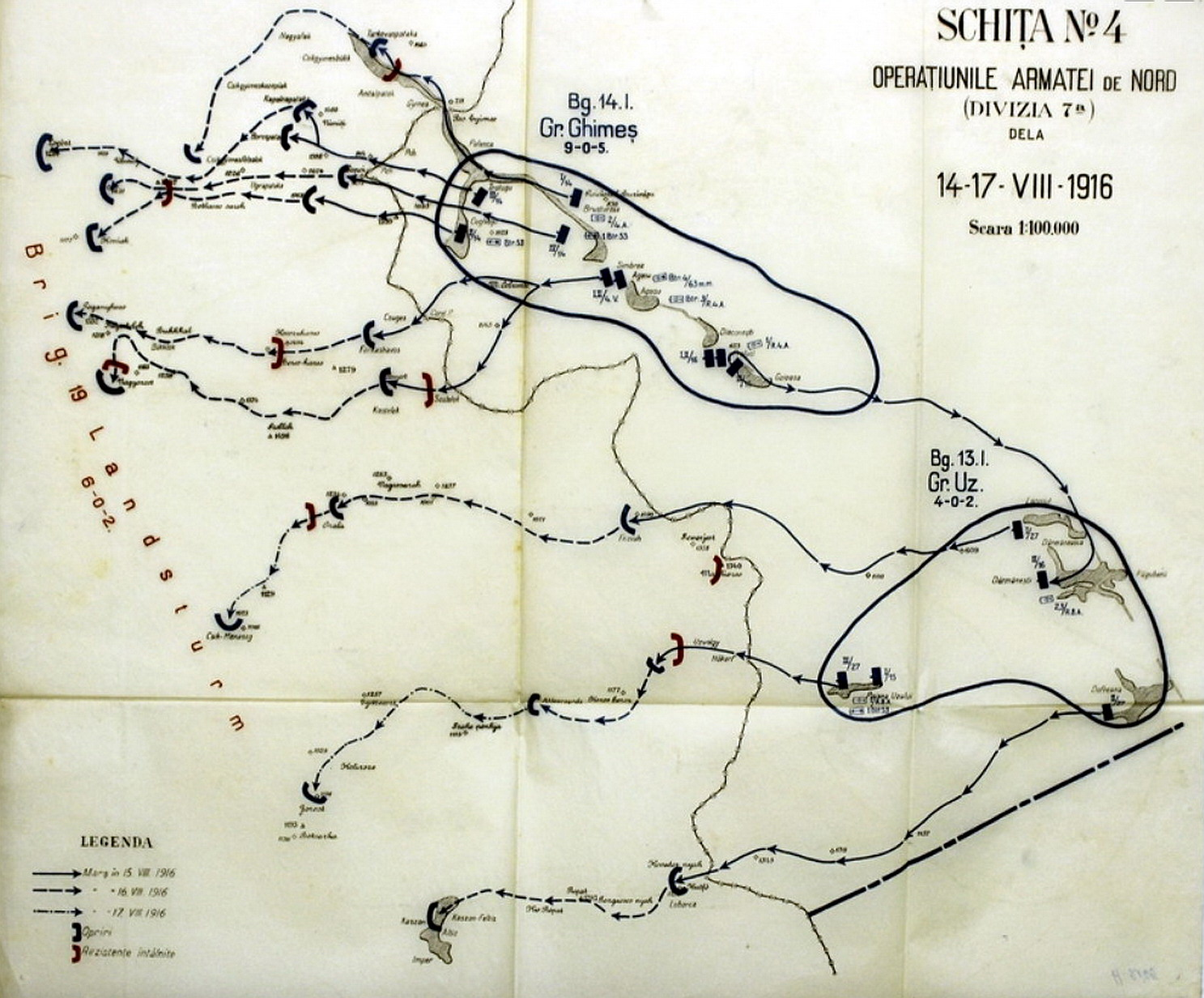
Grupurile de acoperire ale Diviziei 7 Infanterie între 14/27-17/30 august 1916

La început divizia a organizat două grupuri de acoperire: „Ghimeș” (9 batalioane de infanterie și 5 baterii de artilerie, pentru a acționa în văile râurilor Trotuș și Sulița) și „Uz” (4 batalioane de infanterie și 2 baterii de artilerie, pentru a acționa în valea râului Uz). În structura Grupului Uz – comandant colonelul Petru Velicu, au intrat Batalionul 1 și Compania de mitraliere – comandată de către locotenentul Ilie Crețulescu. Acestea au fost dislocate pe graniță, în timp ce Batalioanele 2 și 3 au rămas temporar la Piatra-Neamț, în garnizoană. Batalionul Teritorial „Razboieni” – rămas la Prisecani nu a luat parte la lupte, așa că ca regimentul a funcționat doar cu trei batalioane.
În principiu rolul grupelor de acoperire fusese inițial acela de a preîntâmpina pericolul reprezentat de posibilitatea ca inamicul să facă incursiuni pe teritoriul românesc, pentru a împiedica operațiile de mobilizare și concentrare, dar începând cu noaptea de dinainte de începerea mobilizării, rolul acestora a fost schimbat în acela de a prelua și a securiza pozițiile dominante situate dincolo de frontieră, sub coordonarea Marelui Cartier General, cu scopul a asigura debușeul trecătorilor spre Transilvania.
În față Grupul „ Uz” avea trupele austro-ungare ale Brigăzii 19 Infanterie, din Divizia 61 Infanterie.
În seara zilei de 14/27 august restul unității s-a îmbarcat pentru a se deplasa la Bacău, de unde s-a deplasat în marș spre Dărmănești. Ajuns aici, la 21 august/3 septembrie a intrat în compunerea rezervei Diviziei 7 Infanterie. În acest timp organizat pe 3 coloane, având în coloana din mijloc comandată de locotenent-colonelul Cezar Mihail Compania de mitraliere și în rezervă Batalionul 1 – ale Regimentului 15 Infanterie, Grupul „Uz” a avansat între valea Ciobănușului și pantele Munților Nemira.
| Imagine indisponibilă |  | Imagine indisponibilă |
| Armășeni, Harghita    |  | Sândominic, Harghita  |

În noaptea de 14/27 august-15/28 august Grupul „Uz” a înaintat peste frontieră pe valea râului omonim, ocupând ulterior satele Armășeni (în maghiară Csíkménaság) și Iacobeni (în maghiară Kászonjakabfalva). Lupte grele au fost date de către coloana centrală la vama Uz și fabrica de cherestea „Zalomit”, înaintarea ulterioară făcându-se apoi pe valea Uzului.
| Imagine indisponibilă                                         |  | Imagine indisponibilă |
| Ofensiva în Transilvania: 14/27 august-22 august/4 septembrie |  | Miercurea Ciuc        |

Între 21 august/3 septembrie-28 august/10 septembrie, Divizia 7 Infanterie a ajuns cu o parte din trupe până la malul stâng al Oltului (maghiară Olt folyó) între Sândominic (în maghiară Csíkszentdomokos), Mădaraș (în maghiară Csíkmadaras) și Delnița (în maghiară Csíkdelne), avansând până la aliniamentul: Sândominic – 4 km vest Miercurea Ciuc (în maghiară Csíkszereda) – intrarea în trecătoarea Ciba (în maghiară Csiba) -Vlăhița (în maghiară Szentegyháza). La 25 august/7 septembrie orașul Miercurea Ciuc a fost atacat printr-o manevră de dublă învăluire: dinspre nord de către Grupul „Ghimeș”, frontal de către Grupul „Uz” și dinspre sud de Grupul „Oituz” al Diviziei 8 Infanterie, astfel că la la 26 august/8 septembrie a fost ocupat.
Printre cei 7 morti si 39 de răniți pe care regimentul i-a avut în lupta de la Miercurea Ciuc, s-a aflat și căpitanul-poet Nicolae Vulovici. Acesta a fost împușcat în frunte în ziua cuceririi orașului în timp ce comanda Compania a 4-a, aflată în batalionul de avangardă al regimentului.
Tot la 26 august/8 septembrie, Armata de Nord a primit ordin sa consolideze aliniamentul atins, dar ofensiva a continuat totuși la nivelul flancului stâng al armatei, astfel că Batalionul 1 a participat în cadrul Grupului de acoperire „Uz” la acțiunile din defileul Oltului de la Tușnad (în maghiară Tusnád). Prin atacul său, Batalionul 1 a înlesnit avansul Regimentului 27 infanterie, iar Batalioanele 2 si 3 – aduse și ele în linia întâi au asigurat legătura cu primul batalion al regimentului, prin ocuparea cotelor 1333 și 968 din Munții Harghitei (maghiară Hargita hegység), poziții pe care au rămas până la 1/13 septembrie. În intervalul 27 august/9 septembrie - 2/15 septembrie, spre est grupurile de acoperire au ajuns de asemenea pe aliniamentul gara Ghimeș (în maghiară Gyimes) – pantele estice ale Munților Nemira (în maghiară Nemere-hegység).
În acest timp, în spatele Brigăzii 19 Infanterie austro-ungară (Grupul „Szabo”) care se retrăgea spre Vlăhița a fost adus grosul trupelor  Diviziei 71 austro-ungare.
| Imagine indisponibilă                                            |  | Imagine indisponibilă                  |
| Ofensiva în Transilvania: 23 august/5 septembrie-6/19 septembrie |  | Piața Primăriei, din Odorheiu Secuiesc |

Prin Ordinul de operații nr. 12 al Armatei de Nord, la 2/15 septembrie, trupelor Diviziei 7 Infanterie le-a fost destinată misiunea de a avansa pe drumul dintre Miercurea Ciuc și Odorhei spre pasul Vlăhița. Au fost constituite două coloane, din care una – comandată de către colonelul Octav Boian, aflată la nord și alta – aflată sub comanda locotenent-colonelului Gabriel Niculescu, aflată a sud. Ultima s-a divizat într-o parte în care au acționat Batalioanele 2 si 3 ale regimentului alături de un divizion al Regimentului 8 Artilerie și într-o altă parte constituită din Batalionul 1 al regimentului și din Regimentul 27 Infanterie. Batalioanele 2 si 3 au atacat în timpul nopții de 2/15-3/16 septembrie localitatea Vlăhița, pe care au ocupat-o împreună cu Regimentul 4 Vânatori, regiment care în această luptă s-a distins în mod deosebit. La 5/18 septembrie a fost ocupat Odorheiu Secuiesc (în maghiară Székelyudvarhely).
În perioada care a urmat Armata 2 a ajuns într-o situație dificilă, astfel că în urma unui ordin din 15/28 septembrie, Divizia 7 infanterie i-a venit în ajutor. Divizia a constituit două coloane de atac, una la nord și una – în care se aflau Batalioanele 2 si 3 din Regimentul 15 Infanterie, la sud, cu misiunea de a respinge în direcția Cristuru Secuiesc (în maghiară Székelykeresztúr), inamicul din regiunea Tăureni (în maghiară Bikafalva)-Tăietura (în maghiară Vágás). Batalionul 1 a fost menținut la Odorheiu Secuiesc, în rezerva diviziei.
La data de 16/29 septembrie trupele Batalioanelor 2 și 3 au trecut de Odorheiu Secuiesc pentru a ajunge în fața localității Tăietura, iar cele ale Batalionului 1 – având ordinul de a cuceri satul Beta (maghiară Béta), la est de pădurea dintre Mugeni (maghiară Bögöz) și Tăureni. Atacul asupra satului Tăietura a fost declanșat de către Batalioanele 2 și 3 la ora 16:30. După un scurt moment de ezitare provocat de focului inamic, trupele regimentului au atacat la baionetă, dar datorită unei erori, proiectilele trase de o bateria de artilerie a Detașamentului Odorhei, aflat în flancul drept, au început să cadă peste trupele celor două batalioane. Ca efect subunitățile s-au oprit, apărând și un început de panică. După ce un agent călare a notificat bateriei amice eroarea datorită căreia 6 oameni fuseseră răniți – din care unul grav, înaintarea a fost reluată și în seara aceleiași zile localitatea Tăietura a fost cucerită cu prețul unui ofițer rănit, a 14 soldați morți și a 7 răniți. Înaintarea spre vest a fost reluată, în zilele care au urmat soldații regimentului preluând înălțimile de la Porumbenii Mici (maghiară Kisgalambfalva).
Ca urmare a acțiunii ofensive a trupelor Diviziei 7 Infanterie, trupele Brigăzii „ Szabo” au fost scoase din pozițiile lor întărite și aruncate spre Cristuru Secuiesc. Întreg defileul  Târnavei Mari (maghiară Nagy-Küküllő folyó) și ultimele poziții dominante dintre Odorheiu Secuiesc și Cristuru Secuiesc au căzut în stăpânirea trupelor române, în fața cărora se afla acum șesul Transilvaniei.

#### Retragerea din Transilvania
„Au venit apoi zilele grele.”—Iconom Victor Gervescu, locotenent-confesor, 12 ianuarie 1918
După ce ofensiva Armatei de Nord a fost oprită ca efect al ordinului de la 18 septembrie/1 octombrie și armata a primit ordinul de retragere, regimentul s-a retras spre Moldova cu întreaga armată.
Astfel, la primirea ordinului de oprire a ofensivei direct din partea comandantului Armatei de Nord, venit la punctul de comandă al Diviziei 7 Infanterie de la Mugeni, comandantul diviziei a concentrat principalele forțe de care dispunea în arealul Lupeni (în maghiară Farkaslaka)-Odorheiu Secuiesc. Concomitent, a prevăzut organizarea pe aliniamentul Bențid (în maghiară Bencéd)- Mihăileni (în maghiară Csíkszentmihály)- Cireșeni (în maghiară Sükő)- Tăietura a unei poziții de rezistență. În acest context, Batalionul 3 a acoperit pe aliniamentul Lessu (în maghiară Jásfalva)-Dejuțiu (în maghiară Décsfalva) - Mătișeni (în maghiară Mátisfalva) concentrarea de la Mugeni a Regimentului 15 Infanterie.
| Imagine indisponibilă                                                                   |  | Imagine indisponibilă |
| Operațiile de pe frontul Armatei de Nord: 23 septembrie/6 octombrie-1/14 octombrie 1916 |  | Defileul de la Tușnad |

În condițiile în care – conform ordinului Marelui Cartier General, Armata de Nord a început retragerea la data de 22 septembrie/5 octombrie 1916 – fără însă a fi presată de inamic, retragerea Diviziei 7 Infanterie s-a făcut spre Miercurea Ciuc. Regimentul 15 Infanterie a ajuns în oraș la 23 septembrie/6 octombrie și Batalionul 2  a primit ordinul de a stopa pătrunderea inamică spre localitate, dinspre defileul situat la vest. Subunitatea a rezistat 2 zile și 2 nopți, la 25 septembrie/8 octombrie poziția sa fiind întoarsă de inamic după mai multe atacuri.
Retragerea Armatei de Nord și a Armatei 2, conectate inițial în regiunea Odorheiului, s-a făcut în direcții divergente, astfel că legătura dintre ele a trebuit să fie ruptă. Între cele două armate precum și în spatele lor, Divizia 2 Cavalerie a asigurat legătura și a acoperit retragerea. Cavaleria Brigăzii de Husari „Cescsi” (Landsturm) a fost lansată în urmărirea trupelor Diviziei 7 Infanterie.
În acest timp, Batalionul 1 a fost trimis să ocupe o poziție de ariergardă în defileul de la Tușnad, pentru a întări Brigada 5 Roșiori și a-i proteja retragerea. În timpul deplasării a surprins, a atacat în flanc și a obligat să se retragă un detașament inamic de cavalerie, lansat în urmărirea brigăzii. Prețul plătit a fost însă reprezentat de 20 de soldați uciși si 36 de răniți – din care 6 ofițeri. De asemenea, asigurarea retragerii roșiorilor a însemnat pierderea legăturii cu trupele amice.
Astfel, întâlnirea cu corpul principal al regimentului retras împreună cu celelalte trupe ale diviziei spre vechea frontieră, s-a putut face după lupte permanente de hărțuială duse în ariergardă de abia la data de 29
septembrie/12 octombrie, la vama Uz. Prețul plătit pentru aceste lupte a fost 46 de soldati morti si 93 răniți, alături de 4 ofițeri răniți și 5 dispăruți. Despre retragerea finală în cealaltă aripă (dreaptă) a Armatei de Nord însă, la 2/15 noiembrie Alexandru Marghiloman a scris:
„2 noiembrie. — Cum se scrie istoria: Toată lumea este convinsă că retragerea lui Prezan s-a operat în liniște. Wyzanti, sosit de pe front, povestește: Când s-a ordonat, verbal, din grupă în grupă retragerea, care nu era deloc nici preparată dinainte, nici anunțată, la aripa dreaptă a avut loc o fugă nebună, oamenii aruncând armele, grupele îmbrâncindu-se și unitățile destrămându-se. Distanța până la graniță a fost parcursă în două zile, de la 29 septembrie la 1 octombrie.”
La 30 septembrie/13 octombrie, întreaga Divizie 7 Infanterie era revenită pe pozițiile de plecare, iar la 1/14 octombrie aproape întreg dispozitivul de luptă  al Armatei de Nord era practic instalat pe aliniamentul vechii frontiere de stat. În acest context, Divizia 7 Infanterie a fost instalată în dispozitiv în primul eșalon pe pozițiile vecine cu pasul Ghimeș-Palanca ce domină valea Trotușului (maghiară Tatros völgye) până la valea Uzului (maghiară Úz völgye), inclusiv. Aici divizia a constituit din nou două grupuri de acoperire, numite tot „Ghimeș” și „Uz”.

#### Defensiva de pe valea Uzului
| Imagine indisponibilă                       |  | Imagine indisponibilă |
| Defensiva frontierei în luna octombrie 1916 |  | Valea Uzului          |

Retras inițial la Poiana Uzului, Regimentul 15 infanterie a format rezerva Grupului de acoperire „Uz”, Batalionul 1 rămânând la Poiana Uzului, iar Batalioanele 2 si 3 fiind retrase la Dărmănești.
La 3/16 octombrie Corpul VI austro-ungar renunțând la pătrunderea prin Pasul Ghimeș, a declanșat atacul văii Trotușului pe direcția văilor laterale superioare (Sulța, Ciobănuș și Uz), care debușau în valea principală. Profitând de lipsa de legătură dintre coloanele inamice despărțite de șirurile de munți, comandandul Diviziei 7 Infanterie a hotărât să le atace și să le înfrângă pe rând. Grupul Uz a primit astfel ordinul să reziste pe poziție și să nu cedeze terenul decât pas cu pas.
Dat fiind că Grupul „Uz” a pierdut teren în timpul atacului susținut între 1/14-2/15 octombrie de către Divizia 39 Austro-Ungară, în dimineața zilei de 3/16 octombrie Batalionul 2 a fost trimis să ocupe Cota 609 situată la 4 km nord-vest de Dărmănești, iar Batalioanele 2 și 3 Plaiul Mândroaia. A doua zi la 4/17 octombrie, Batalionul 2 a atacat și cucerit Obcina Lapoșului. Aici s-a organizat pe o poziție de apărare, după care a executat acțiuni de recunoaștere pe văile Ciobănușului și Uzului. De asemenea, Compania a 9-a a participat la 7/20 octombrie alături de alte două companii, la un atac asupra Nemirei. Pozițiile cucerite au fost menținute, iar la 7/20 octombrie comandantul Diviziei 7 Infanterie a decis ca Grupurile „Uz” și „Ghimeș” să atace pozițiilor deținute de Divizia 39 Infanterie Honvéd, pentru a o respinge peste vechea frontieră.
La 8/21 octombrie Grupurile „Uz” și „Ghimeș” au susținut fără succes un prim atac, între orele 7.30 și 16. Regimentul 15 Infanterie a avut în prima linie a Grupului „Uz” patru companii comandate de maiorul Ștefan Mihăileanu și în linia a treia două companii aflate sub comanda locotenent-colonelului Theodor Pirici, în timp ce în linia a doua s-au aflat 4 companii ale Regimentului 27 Infanterie.
Un al doilea atac a fost inițiat la ora 16 a zilei de 10/23 octombrie. Astfel, Batalionul 2 a atacat frontal localitatea Poiana Uzului – cheia întregului dispozitiv al Diviziei 7 Infanterie. Patru alte companii – din care două ale Regimentului 15 Infanterie au atacat prin învăluire flancul drept inamic, două companii din Regimentul 27 Infanterie au manevrat asupra flancului stâng al acestuia și două batalioane – din care unul a fost Batalionul 1 al Regimentului 15 Infanterie și unul al Regimentului 27 Infanterie, au constituit detașamentul de întoarcere. Coloana din centru a pătruns în marginea de est a satului Poiana Uzului, fără ca însă manevra de învăluire să reușească.
La nord după un moment de cumpănă, în zona  Agăș- Goiasa atacul Diviziei 61 Infanterie austro-ungară a fost oprit, astfel că valea Uzului a devenit locația cheie pentru succesul ofensiv inamic.
   Vezi și articolul:  Luptele de la Agăș și Goioasa (1916)Vezi și articolele [[{{{2}}}]] și [[{{{3}}}]]Vezi și articolele [[{{{4}}}]], [[{{{5}}}]] și [[{{{6}}}]]Vezi și articolele [[{{{7}}}]], [[{{{8}}}]], [[{{{9}}}]] și [[{{{10}}}]]Vezi și articolele [[{{{11}}}]], [[{{{12}}}]], [[{{{13}}}]], [[{{{14}}}]] și [[{{{15}}}]]Vezi și articolele [[{{{16}}}]], [[{{{17}}}]], [[{{{18}}}]], [[{{{19}}}]], [[{{{20}}}]] și [[{{{21}}}]].

Atacul – în care au fost angajate toate trupele regimentului aflate pe front, a continuat însă până la 13/26 octombrie, zi în care Batalionul 2 având ajutorul altor unități ele Grupului „Uz”, a reușit să respingă trupele inamice dincolo de frontieră. 66 de morți – printre care și maiorul Ștefan Mihăileanu (comandant al Batalionului 1), alături de 465 de raniti, a fost prețul plătit de regiment pentru aceste lupte.
Într-un atac ulterior efectuat în 14/27 octombrie asupra unei puternice poziții inamice care închidea valea Uzului la vest de satul Poiana Uzului, s-a distins Regimentul 4 Vânători. Căderea poziției austro-ungare a fost urmată retragerea inamicului până la Poiana Lapoș și de lăsarea pe teren de către acesta a unui mare număr de morți, de numeroși prizonieri și de o mare cantitate de material de război.
| Imagine indisponibilă                        |  | Imagine indisponibilă                                      |
| Situația Armatei de Nord la 1 noiembrie 1916 |  | Foste cazărmi ale Armatei Austro-Ungare de pe valea Uzului |

Despre această operațiune a trupelor Armatei de Nord, Alexandru Marghiloman a scris:
„15 octombrie - Splendidă ținută a Armatei Prezan; succes pe Trotuș și încă mai mare succes în valea Uzului.”
De asemenea, ca efect al incapacității Diviziei 39 Infanterie Honvéd de a-și atinge obiectivele de luptă și al retragerii ulterioare a acesteia, comandantul ei a fost transferat la Budapesta.
La 17/30 octombrie regimentul a fost scos din front și trimis pentru reorganizare la Sălătruc, de unde s-a reîntors pe front la 25 octombrie/7 noiembrie, Batalionul 1 fiind instalat pe poziție la gura defileului Uzului, Batalionul 2 la Poiana Lapoș și Batalionul 3 la Plaiul Chinului. Din acest dispozitiv a ieșit în noaptea de 12/25-13/26 noiembrie când a fost înlocuit de către un
regiment al armatei ruse, după care a fost dirijat prin Dărmănești spre Onești, unde se concentra Divizia 7 Infanterie pentru a fi deplasată spre sud în vederea apărării Bucureștiului.

#### Apărarea Bucureștiului și retragerea spre Subcarpații Vrancei
În luna noiembrie regimentul 1916 a luat parte la bătălia dusă pentru apărarea Capitalei, în zona Bolintin - Ciorogârla și ulterior s-a retras luptând, până la Măgura Odobeștilor.
După ce la data de 14/27 noiembrie 1916 Divizia 7 infanterie a fost scoasă din subordinea Armatei de Nord, a fost concentrată în zona localității Onești și de aici a fost trimisă pe calea ferată în zona Bucureștiului, fiind atașată la 20 noiembrie/3 decembrie Grupului Apărării Dunării.
| Imagine indisponibilă                                         |  | Imagine indisponibilă                               |
| Operațiile desfășurate pentru apărarea Bucureștiului în 1916. |  | După luptă, la marginea unui sat din Câmpia Română. |

| Imagine indisponibilă                                                   |  | Imagine indisponibilă |
| Arealul din estul Bucureștiului, unde a luptat Regimentul 15 Infanterie |  |                       |

Subunitățile Regimentului 15 Infanterie au fost suite în tren la 18 noiembrie/1 decembrie 1916 și a doua zi au ajuns în gara Chitila, de unde s-au deplasat spre Bolintin Deal prin Chiajna. Unitatea a fost atașată unuia dintre cele trei detașamente formate de Divizia a 7-a Infanterie, anume Detașamentului „Colonel Aristide Lecca” și a primit misiunea de a ataca și ocupa cu Batalioanele 1 și 3 localitatea Bolintin Vale, ocupată de inamic.
Trupele regimentului au luptat lângă București între 20 noiembrie/3 decembrie și 22 noiembrie/5 decembrie, după care Divizia a 7-a Infanterie care forma flancarda armatei de atac a început retragerea ca efect ale pierderii de către Armata Română a Bătăliei de pe Neajlov și Argeș.
„În tot timpul acestei retrageri, care a durat până la sfârșitul lui decembrie 1916, am urmat Regimentul Nr.15 pe jos, alături de trupă, mai bine de 250 kilometri.”—Iconom Victor Gervescu, locotenent-confesor, 12 ianuarie 1918
Astfel,Batalionul 1 a intrat în foc în dreptul satului Icoana iar Batalionul 2 după ce respins trupele inamice din satul Păcurari-Enuța, a instalat avanposturi la marginea satului Poienari-Bordea. Deși atacurile trupelor inamice au fost inițial respinse, după un puternic bombardament de artilerie efectuat de către inamic în dimineața de 21 noiembrie/4 decembrie, Compania a 5-a a fost încercuită. Totalul pierderilor în ultimele două zile de luptă s-a ridicat la 25 de morți și 160 de răniți.
Este de menționat că rezistența trupelor române în sectoarele Bolintin și Mihăilești a determinat eșecul planului german de a tăia retragerea Grupului Apărării Dunării.
Decisă de Marele Cartier General, retragerea generală avea ca prim scop adunarea trupelor române pe o linie situată între Carpați și Dunăre – aflată la est de București pe aliniamentul malul stâng al  Teleajenului- Urziceni- Netoți-Mostiștea. În această manevră, resturile Grupului Apărării Dunării împreună cu trupele care luptaseră pe Neajlov și Argeș au format între Buftea și Corpul IV Rus aflat mai spre Dunăre, Grupul Istrate. Acesta urma să se retragă de o parte și de alta a Bucureștiului. Retragerea urma să se fac treptat și ținând piept armatelor inamice, având ca linie fixată de oprire o poziție de rezistență în curs de formare aflată de-a lungul râului Râmnicu Sărat, preungită până la Dunăre prin Făurei și Viziru.
| Imagine indisponibilă |  | Imagine indisponibilă |
| Hărți austro-ungare ilustrând teatrul de operații al Regimentului 15 Infanterie în timpul retragerii prin Câmpia Română. La stânga se află zona situată între București și Buzău, iar la dreapta zona dintre Buzău și nord Râmnicu Sărat. |  |                       |

La 23 noiembrie/6 decembrie a început retragerea, Batalionului 1 deplasându-se pe itinerarul Militari - Bucureștii Noi - Herăstrau - Tunari - Dimieni, iar Batalioanele 2 și 3 pe direcția Bucureștii Noi - Herăstrău - Otopeni - Dimieni (unde unitățile regimentului au ajuns la 24 noiembrie/7 decembrie). În data de 23 noiembrie/6 decembrie, Regimentul 15 Infanterie a fost astfel ultima unitate luptătoare a Armatei Române care a trecut prin Capitală înainte ca aceasta – în aceeași zi, să fie ocupată de trupele germane.
În seara zilei de 24 noiembrie/7 decembrie, trupele române  – incluzându-le pe cele ale Grupului Istrate, se aflau adunate într-o singură linia continuă în spatele  Cricovului,  Prahovei și  Ialomiței. Încercările inamicului de a trece Ialomița au fost respinse de Grupul Istrate mai multe zile, până la primirea unui nou ordin de retragere ca efect al retragerii trupelor române de pe linia Cricovului.
| Imagine indisponibilă                                            |  | Imagine indisponibilă                                |
| Actiunile militare de pe aliniamentul Râmnicu Sărat Viziru: 1916 |  | Cimitirul ostașilor români și germani de la Bordești |

Deși ulterior trupele Grupului Apărării Dunării au fost retrase din luptă și trimise în nordul Moldovei în zonele de refacere, Divizia 7 Infanterie a întărit ca rezervă Grupul Râmnic al Armatei 2 Române. Acesta s-a aflat sub comanda generalului Arthur Văitoianu și a ocupat zona muntoasă situată vest de Râmnicu Sărat între Racovițeni și Muntele Furu – aflat la vest de Dumitrești.
În următoarele zile (până la 13/26 decembrie), subunitățile regimentului au continuat retragerea aflate fiind în contact cu inamicul și pierzând 3 ofițeri și 269 de soldați, pe traseul Grădiștea, Adâncata, Slătioarele, Glodeanul, Florica, Plăginești, Buda, Dumitrești, Tulburea. La 13/26 decembrie Batalionul 1 în satul Mohărțari și Batalionul 2 în satul Cătăuți au pierdut ca urmare a unei ciocniri cu inamicul 2 ofițeri și 43 de soldați morți, alături de alți 2 ofițeri și 55 de soldați răniți.

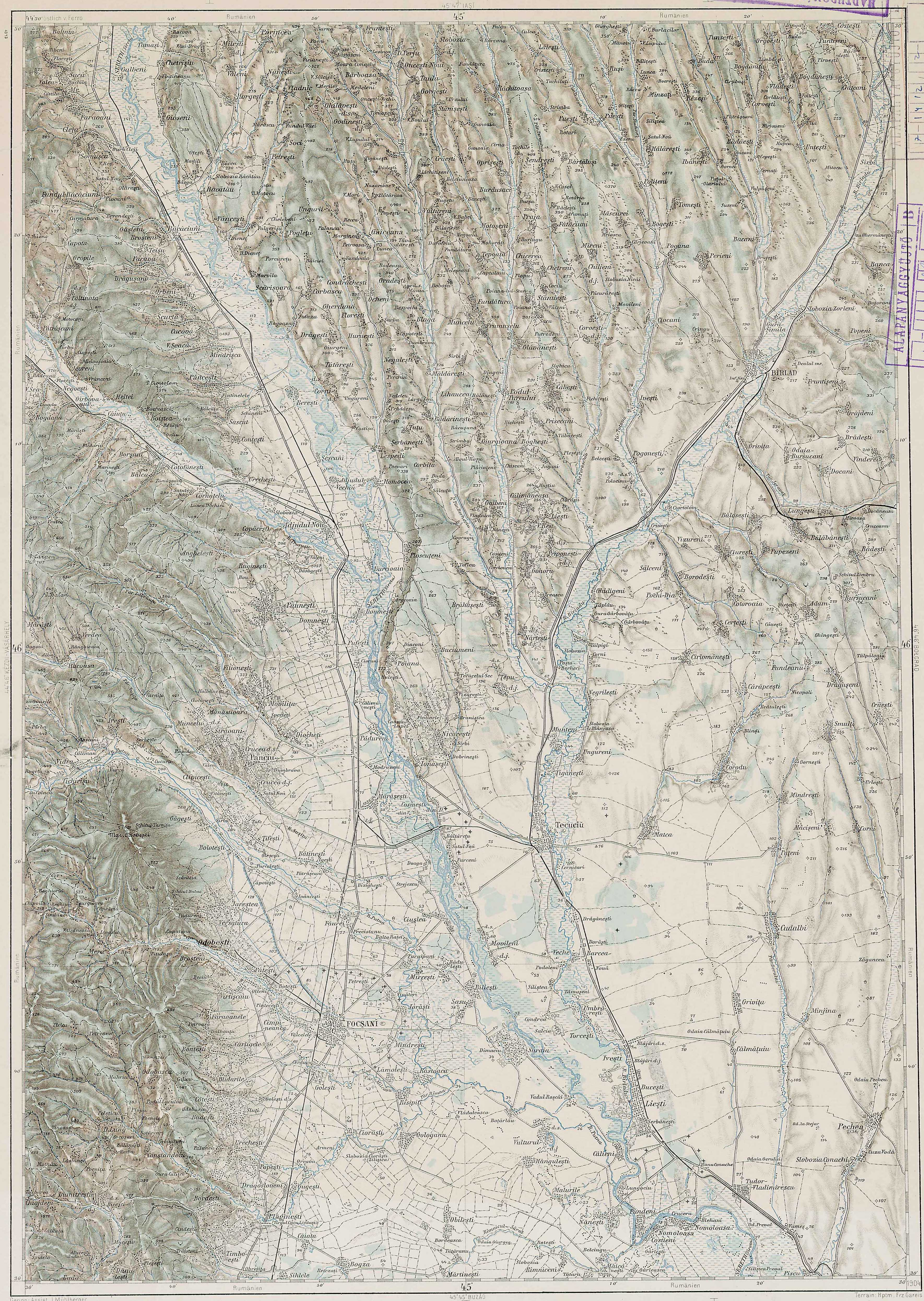
Hartă austro-ungară ce ilustrează zona dintre văile Râmnicului și Trotușului, parte a teatrului de operații al Regimentului 15 Infanterie în timpul retragerii de la sfârșitul anului 1916 și a refacerii din prima jumătate a anului 1917.

Patru zile mai târziu la Bordești, Batalionul 3 a venit fără succes în sprijinul Regimentului 27 Infanterie, atacat și respins de inamic. Atacul a fost reluat de această dată cu succes sub comanda căpitanului Dumitru Coroamă, de Batalionul 1 cu sprijinul a încă trei companii.
După sfârșitul luptelor de pe aliniamentul Râmnicului, Grupul Râmnic a început în noaptea 18/31 decembrie-19 decembrie 1916/1 ianuarie să se retragă spre nord pe un teren accidentat și păduros, în plin viscol care bătea din față, spre noi poziții situate pe malul de nord al Milcovului.
Retragerea regimentului astfel a continuat, unitatea ajungând la 18/31 decembrie-19 decembrie 1916/1 ianuarie 1917 pe dealul Odobești, aici încheindu-se practic, retragerea unității începută în Câmpia Română.

#### În defensivă la porțile Moldovei
Ajuns pe Măgura Odobeștilor, regimentul a fost reorganizat – date fiind pierderile suferite, pe două batalioane aflate sub comanda maiorului Ioan Mateescu și respectiv a căpitanului Dumitru Coroamă.
Până la data de 25 decembrie 1916/7 ianuarie 1917 unitatea a rămas pe poziție. Soldații săi s-au remarcat în data de 23 decembrie/5 ianuarie în timpul unui contraatac condus de colonelul Teodor Pirici, executat cu două companii, după retragerea sub presiunea inamicului a Regimentului 4 Vânători. Restabilirea situației tactice a fost însoțită și de salvarea unei secții de artilerie din sectorul unității de vânători și a fost un prilej de citare a regimentului la nivelul Corpului 3 Armată.
| Imagine indisponibilă                                                                               |  | Imagine indisponibilă                               |
| Hartă care ilustrează luptele din zonele Cașinului și Focșaniului din decembrie 1916-ianuarie 1917. |  | Perspectivă din anul 1917 asupra orașului Odobești. |

În ziua Crăciunului pe stil vechi (7 ianuarie 1917), atacarea de către inamic a sectorului Diviziei 6 Infanterie a provocat acesteia pierderi considerabile precum și retragerea trupelor ruse și române din sectorul Odobești-Pățești, astfel că s-au retras și efectivele Regimentului 15 Infanterie, care s-au repliat pe aliniamentul  Oleșești- Țifești. Aici unitatea a fost înlocuită de un regiment rus, într-un context în care întreaga Divizie 7 Infanterie a fost redislocată la Pralea, pentru a intra în compunerea Corpului 4 Armată pe frontul de la Oituz. La 31 decembrie 1916/13 ianuarie 1917 regimentul se afla în zona Pralea cu batalionul aflat sub comanda căpitanului Dumitru Coroamă dispus pe cotele 779 și 756, iar cu celălalt, condus de căpitanul Dumitru Neagu, aflat în rezervă la Bradul lui Soare.
În zona Pralea și a Zăbrăuțiului frontul ajunsese să formeze un intrând periculos, fiind necesară o ofensivă locală a trupelor române pentru a zădărnici prezumtivul atac spre valea Trotușului și pentru a reuși o rectificare a frontului spre sud-vest. Mai multe mari unități au fost puse suplimentar la dispoziția generalului Eremia Grigorescu pentru acest atac, dar germanii i-au luat-o acestuia înainte și au declanșat atacul la 31 decembrie 1916/13 ianuarie 1917. A doua zi trupele române au contraatacat, lupte intense dându-se pentru câștigarea unor cote.
La 1/14 ianuarie cota 779 a fost atacată de inamic după o puternică pregătire de artilerie, dar soldații regimentului au reușit să-l respingă și să captureze prizonieri și armament (inclusiv 4 mitraliere), însă cu prețul a 34 soldați morți, precum și 3 ofițeri și 78 de soldați răniți. După ce batalionul de rezervă comandat de căpitanu Neagu l-a schimbat pe cel din prima linie, un nou atac în care comandantul batalionului a fost ucis și cota 779 pierdută a urmat a doua zi, restabilirea situației necesitând revenirea căpitanului Coroamă în fruntea a trei companii. După 4 atacuri la baionetă înaintarea inamică a fost stopată, fără ca însă cota 779 să fie recâștigată în aceeași zi. Aceasta s-a întâmplat însă la data de 3/16 ianuarie, când în ajutorul subunităților regimentului au venit un batalion din Regimentul 14 Infanterie alături de o companie de cicliști.
Ca efect al pierderilor, regimentul a fost organizat într-un singur batalion aflat sub comanda căpitanului Coroamă și dat fiind că soldații erau epuizați, a fost trecut în rezerva sectorului. La 5/18 ianuarie însă, soldații au trebuit să revină în linia întîi în zona cotelor 773 și 779 și să atace cu sprijinul unui batalion de vânători, de această dată fără succes, din nou inamicul. După această zi, luptele au încetat pe întregul front, iar până la 15/28 februarie, unitatea s-a consolidat pe teren pe linia de front dintre cota 779 și Bordeiul lui Mihai.
După data de 5/18 ianuarie luptele au încetat pe întregul front, iar până la 15/28 februarie, unitatea s-a consolidat pe teren în sectorul aflat între cota 779 și Bordeiul lui Mihai. Tot în cursul lunii ianuarie sectorul unității a fost vizitat de atașații militari ai Spaniei, Greciei și Statelor Unite, iar la 4/17 februarie, regimentul a fost citat prin ordin de zi pe întreg corpul de armată pentru faptele de arme din luptele duse în luna ianuarie 1917.

#### Batalionul Teritorial

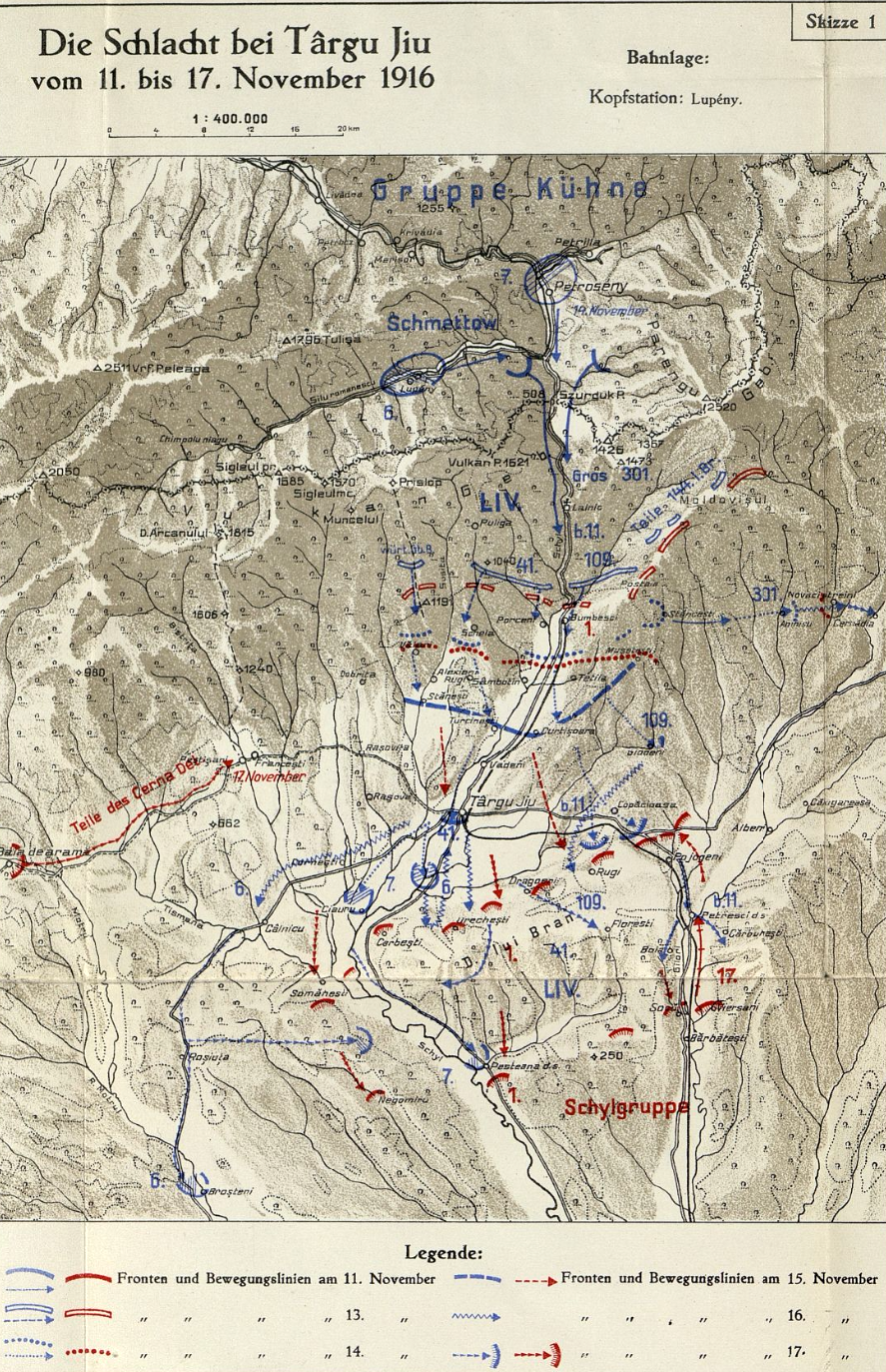
Bătălia de la Târgu Jiu: acțiunile militare

La 1/13 noiembrie 1916 a fost reînființată Divizia 17 Infanterie (desființată inițial după Bătălia de la Turtucaia). Aceasta a funcționat până la 20 decembrie 1916/3 ianuarie 1917, când a fost desființată definitiv. În ordinea sa de bătaie a intrat și Batalionul 4 al Regimentului 15 Infanterie, în cadrul Regimentului 1 combinat:
După a doua bătălie de pe Valea Jiului, care a avut ca rezultat  străpungerea apărării liniei Carpaților Meridionali de către trupele române și ocuparea orașului Târgu Jiu, a avut loc la 3/16-4/17 noiembrie 1916 Bătălia de la Târgu Jiu, în care Divizia 17 Infanterie ar fi trebuit să cadă pe valea  Gilortului în spatele inamicului, pe linia sa de comunicații. Întârzierea concentrării trupelor diviziei a determinat surprinderea acestora de către inamic.
Debarcate la Bărbătești în loc să fie concentrate la Albeni, trupele diviziei au început mișcarea ofensivă pe trei coloane. În aripa stângă a înaintării, care în data de 4/17 noiembrie a reușit să ocupe dealul Curmătura, a fost Batalionul Teritorial al Regimentului 15 Infanterie. La aripa de est însă inamicul a desfășurat totalitatea forțelor strânse de el, astfel că a copleșit cu numărul, puterea artileriei și numărul mitralierelor trupele române. Atacat și împresurat de un întreg regiment bavarez, Batalionul Teritorial care primise ordinul să lupte până la ultimul om, nu a cedat nici o palmă de teren până seara. Cu toate acestea, la ora 2 noaptea trei sferturi din efectiv rămăsese pe teren ca morți și răniți, iar subunitatea era deja distrusă. Restul soldaților, cu excepția câtorva prizonieri, s-au retras trecând Gilortul prin apa înghețată.
Resturile trupelor Diviziei 17 Infanterie s-au retras apoi pe  valea Amaradiei, unde a mai fost încercată o ultimă și zadarnică rezistență. Ulterior s-au retras prin Filiași spre Craiova și de aici spre Slatina prin Balș, ducând lupte de ariergardă.

### Campania anului 1917
În campania anului 1917 regimentul a participat la apărarea Oituzului.

#### Reorganizarea și refacerea
În contextul derulării procesului de reorganizare, instruire și dotare a armatei cu armament nou importat din Franța desfășurat în prima parte a anului 1917, căpitanul Schmidt din cadrul Misiunii Militare Franceze s-a prezentat la post în cadrul regimentului la mijlocul lunii ianuarie, cu scopul de a asigura transmiterea procedeele noi de luptă precum și instruirea militarilor români privind folosirea noilor tipuri de armament.

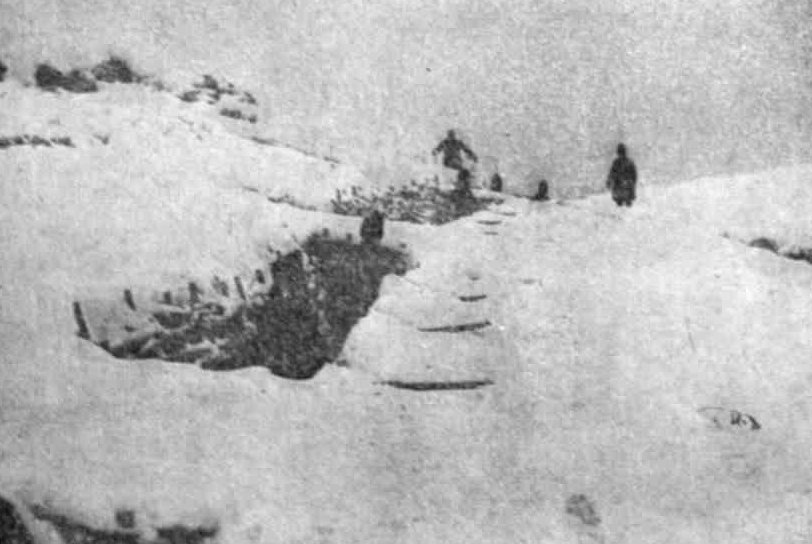
Iarna 1917 în tranșee.

La 16 februarie/1 martie 1917, când Divizia 7 Infanterie a fost retrasă de pe front, fiind înlocuită de Divizia 6 Infanterie, Regimentul 15 Infanterie a fost schimbat de Regimentul 10 Infanterie. Trupele diviziei au fost trimise pentru refacere în zona Gâșteni-Răcăciuni-Adjud, astfel că cei 300 de militari care mai rămăseseră din trupa inițială, la 17 februarie/2 martie au început marșul spre noua zonă de dislocare, ajungând la 20 februarie/5 martie în satul Fundu Răcăciuni. Aici efectivele unității au fost completate, astfel că s-au format din nou trei batalioane, fiecare cu câte patru companii de infanterie. De asemenea, instrucția a continuat și în procesul de reorganizare, s-au constituit trei companii de mitraliere, câte una pentru fiecarea batalion,
După reorganizare, dispunerea Regimentului 15 Infanterie în ordinea de bătaie a Diviziei 7 Infanterie a fost următoarea:
|                                      |                                      |                                      |                                      |                                      |                                      |  |  |                                  |                                  |                                  |                                  | Divizia 7 Infanterie             |                                  |  |  |                                  |                                  |                                  |                                  |                                  |                                  |                       |                       |                                    |                                    |                                    |                                    |                                    |                                    |  |  |                                |                                |                                |                                |                                |                                |                     |                     |                               |                               |                                    |                                    |                                    |                                    |                                    |                                    |  |  |                         |                         |                         |                         |                         |                         |  |  |                       |                       |                       |                       |                       |                       |  |  |  |  |  |  |  |  |  |  |  |  |  |  |  |  |  |  |  |  |  |  |  |  |  |  |  |  |  |  |
|                                      |                                      |                                      |                                      |                                      |                                      |  |  |                                  |                                  |                                  |                                  |                                  |                                  |  |  |                                  |                                  |                                  |                                  |                                  |                                  |                       |                       |                                    |                                    |                                    |                                    |                                    |                                    |  |  |                                |                                |                                |                                |                                |                                |                     |                     |                               |                               |                                    |                                    |                                    |                                    |                                    |                                    |  |  |                         |                         |                         |                         |                         |                         |  |  |                       |                       |                       |                       |                       |                       |  |  |  |  |  |  |  |  |  |  |  |  |  |  |  |  |  |  |  |  |  |  |  |  |  |  |  |  |  |  |
|                                      |                                      |                                      |                                      |                                      |                                      |  |  |                                  |                                  |                                  |                                  |                                  |                                  |  |  |                                  |                                  |                                  |                                  |                                  |                                  |                       |                       |                                    |                                    |                                    |                                    |                                    |                                    |  |  |                                |                                |                                |                                |                                |                                |                     |                     |                               |                               |                                    |                                    |                                    |                                    |                                    |                                    |  |  |                         |                         |                         |                         |                         |                         |  |  |                       |                       |                       |                       |                       |                       |  |  |  |  |  |  |  |  |  |  |  |  |  |  |  |  |  |  |  |  |  |  |  |  |  |  |  |  |  |  |
|                                      |                                      |                                      |                                      |                                      |                                      |  |  |                                  |                                  |                                  |                                  |                                  |                                  |  |  |                                  |                                  |                                  |                                  |                                  |                                  |                       |                       |                                    |                                    |                                    |                                    |                                    |                                    |  |  |                                |                                |                                |                                |                                |                                |                     |                     |                               |                               |                                    |                                    |                                    |                                    |                                    |                                    |  |  |                         |                         |                         |                         |                         |                         |  |  |                       |                       |                       |                       |                       |                       |  |  |  |  |  |  |  |  |  |  |  |  |  |  |  |  |  |  |  |  |  |  |  |  |  |  |  |  |  |  |
|                                      |                                      |                                      |                                      |                                      |                                      |  |  |                                  |                                  |                                  |                                  |                                  |                                  |  |  |                                  |                                  |                                  |                                  |                                  |                                  |                       |                       |                                    |                                    |                                    |                                    |                                    |                                    |  |  |                                |                                |                                |                                |                                |                                |                     |                     |                               |                               |                                    |                                    |                                    |                                    |                                    |                                    |  |  |                         |                         |                         |                         |                         |                         |  |  |                       |                       |                       |                       |                       |                       |  |  |  |  |  |  |  |  |  |  |  |  |  |  |  |  |  |  |  |  |  |  |  |  |  |  |  |  |  |  |
| Regimentul 4 Vânători                | Regimentul 4 Vânători                | Regimentul 4 Vânători                | Regimentul 4 Vânători                | Regimentul 4 Vânători                | Regimentul 4 Vânători                |  |  | Brigada 13 Infanterie            | Brigada 13 Infanterie            | Brigada 13 Infanterie            | Brigada 13 Infanterie            | Brigada 13 Infanterie            | Brigada 13 Infanterie            |  |  |                                  |                                  |                                  |                                  | Brigada 14 Infanterie            | Brigada 14 Infanterie            | Brigada 14 Infanterie | Brigada 14 Infanterie | Brigada 14 Infanterie              | Brigada 14 Infanterie              |                                    |                                    |                                    |                                    |  |  |                                |                                | Brigada 7 Artilerie            | Brigada 7 Artilerie            | Brigada 7 Artilerie            | Brigada 7 Artilerie            | Brigada 7 Artilerie | Brigada 7 Artilerie |                               |                               | Compania divizionară de mitraliere | Compania divizionară de mitraliere | Compania divizionară de mitraliere | Compania divizionară de mitraliere | Compania divizionară de mitraliere | Compania divizionară de mitraliere |  |  | Divizionul de cavalerie | Divizionul de cavalerie | Divizionul de cavalerie | Divizionul de cavalerie | Divizionul de cavalerie | Divizionul de cavalerie |  |  | Batalionul 7 Pionieri | Batalionul 7 Pionieri | Batalionul 7 Pionieri | Batalionul 7 Pionieri | Batalionul 7 Pionieri | Batalionul 7 Pionieri |  |  |  |  |  |  |  |  |  |  |  |  |  |  |  |  |  |  |  |  |  |  |  |  |  |  |  |  |  |  |
| Regimentul 4 Vânători                | Regimentul 4 Vânători                | Regimentul 4 Vânători                | Regimentul 4 Vânători                | Regimentul 4 Vânători                | Regimentul 4 Vânători                |  |  | Brigada 13 Infanterie            | Brigada 13 Infanterie            | Brigada 13 Infanterie            | Brigada 13 Infanterie            | Brigada 13 Infanterie            | Brigada 13 Infanterie            |  |  |                                  |                                  |                                  |                                  | Brigada 14 Infanterie            | Brigada 14 Infanterie            | Brigada 14 Infanterie | Brigada 14 Infanterie | Brigada 14 Infanterie              | Brigada 14 Infanterie              |                                    |                                    |                                    |                                    |  |  |                                |                                | Brigada 7 Artilerie            | Brigada 7 Artilerie            | Brigada 7 Artilerie            | Brigada 7 Artilerie            | Brigada 7 Artilerie | Brigada 7 Artilerie |                               |                               | Compania divizionară de mitraliere | Compania divizionară de mitraliere | Compania divizionară de mitraliere | Compania divizionară de mitraliere | Compania divizionară de mitraliere | Compania divizionară de mitraliere |  |  | Divizionul de cavalerie | Divizionul de cavalerie | Divizionul de cavalerie | Divizionul de cavalerie | Divizionul de cavalerie | Divizionul de cavalerie |  |  | Batalionul 7 Pionieri | Batalionul 7 Pionieri | Batalionul 7 Pionieri | Batalionul 7 Pionieri | Batalionul 7 Pionieri | Batalionul 7 Pionieri |  |  |  |  |  |  |  |  |  |  |  |  |  |  |  |  |  |  |  |  |  |  |  |  |  |  |  |  |  |  |
|                                      |                                      |                                      |                                      |                                      |                                      |  |  |                                  |                                  |                                  |                                  |                                  |                                  |  |  |                                  |                                  |                                  |                                  |                                  |                                  |                       |                       |                                    |                                    |                                    |                                    |                                    |                                    |  |  |                                |                                |                                |                                |                                |                                |                     |                     |                               |                               |                                    |                                    |                                    |                                    |                                    |                                    |  |  |                         |                         |                         |                         |                         |                         |  |  |                       |                       |                       |                       |                       |                       |  |  |  |  |  |  |  |  |  |  |  |  |  |  |  |  |  |  |  |  |  |  |  |  |  |  |  |  |  |  |
| Regimentul 15 Infanterie „Războieni” | Regimentul 15 Infanterie „Războieni” | Regimentul 15 Infanterie „Războieni” | Regimentul 15 Infanterie „Războieni” | Regimentul 15 Infanterie „Războieni” | Regimentul 15 Infanterie „Războieni” |  |  | Regimentul 27 Infanterie „Bacău” | Regimentul 27 Infanterie „Bacău” | Regimentul 27 Infanterie „Bacău” | Regimentul 27 Infanterie „Bacău” | Regimentul 27 Infanterie „Bacău” | Regimentul 27 Infanterie „Bacău” |  |  | Regimentul 14 Infanterie „Roman” | Regimentul 14 Infanterie „Roman” | Regimentul 14 Infanterie „Roman” | Regimentul 14 Infanterie „Roman” | Regimentul 14 Infanterie „Roman” | Regimentul 14 Infanterie „Roman” |                       |                       | Regimentul 16 Infanterie „Suceava” | Regimentul 16 Infanterie „Suceava” | Regimentul 16 Infanterie „Suceava” | Regimentul 16 Infanterie „Suceava” | Regimentul 16 Infanterie „Suceava” | Regimentul 16 Infanterie „Suceava” |  |  | Regimentul 7 Artilerie „Bacău” | Regimentul 7 Artilerie „Bacău” | Regimentul 7 Artilerie „Bacău” | Regimentul 7 Artilerie „Bacău” | Regimentul 7 Artilerie „Bacău” | Regimentul 7 Artilerie „Bacău” |                     |                     | Regimentul 8 Obuziere „Roman” | Regimentul 8 Obuziere „Roman” | Regimentul 8 Obuziere „Roman”      | Regimentul 8 Obuziere „Roman”      | Regimentul 8 Obuziere „Roman”      | Regimentul 8 Obuziere „Roman”      |                                    |                                    |  |  |                         |                         |                         |                         |                         |                         |  |  |                       |                       |                       |                       |                       |                       |  |  |  |  |  |  |  |  |  |  |  |  |  |  |  |  |  |  |  |  |  |  |  |  |  |  |  |  |  |  |

La 15/28 martie 1917 unitatea a plecat din nou pe front, Divizia 7 Infanterie urmând să înlocuiască  Divizia 8 Infanterie pe valea Cașinului. Regimentul a ocupat poziții împreună cu Regimentul 27 Infanterie în aripa stângă a diviziei, pe dealul Fetișoara. În perioada care a urmat, trupele diviziei au amenajat și ameliorat aliniamentul defensiv, în zona regimentului desfășurându-se numai incursiuni ale de patrulelor de recunoaștere.

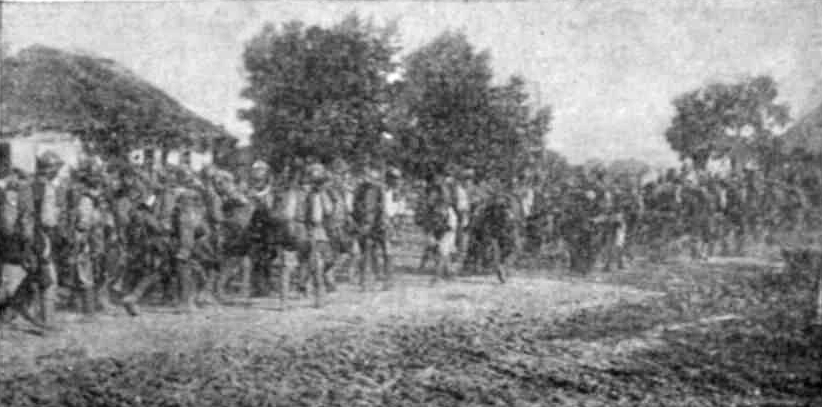
Trupe romanești în drum spre frontul de la Nămoloasa.

La 24 aprilie/7 mai Divizia 8 Infanterie a revenit pe poziție, iar Divizia 7 Infanterie a trecut în rezerva Corpului IV Armată, astfel că Regimentul 15 Infanterie a intrat în cantonament pentru a continua instrucția intensivă după noile metode, în zona Râpile-Motocești.
În perspectiva Ofensivei e la Nămoloasa, începând cu noaptea de zilei de 18 iunie/2 iulie 1917 unitatea s-a deplasat spre Adjud și de acolo spre Tecuci și ulterior spre Țigănești și pădurea Prisaca. Aici a rămas până la data de 15/28 iulie, moment după care a revenit în văile Oituzului si Slănicului.

#### A treia bătălie de la Oituz
| Imagine indisponibilă                              |  | Imagine indisponibilă  |
| Harta celei de-a treia Bătălii de la Oituz (1917). |  | Lupta de la Cireșoaia. |

În ajunul bătăliei, trupele regimentului se aflau în prima lini în aripa dreaptă a diviziei, care făcea joncțiunea spre valea Dofteanei cu Corpul 24 Armată rus. Împreună cu efectivele Regimentul 27 Infanterie, soldații Regimentului 15 Infanterie ocupau sectorul format de pădurea Sărăcie și dealul Bortiș până la cota 556, Batalionul 3 aflându-se în rezerva Brigăzii 13 Infanterie. În față se aflau trupele Diviziei 70 Infanterie (Honvezi) din Corpul VIII Armată austro-ungar.

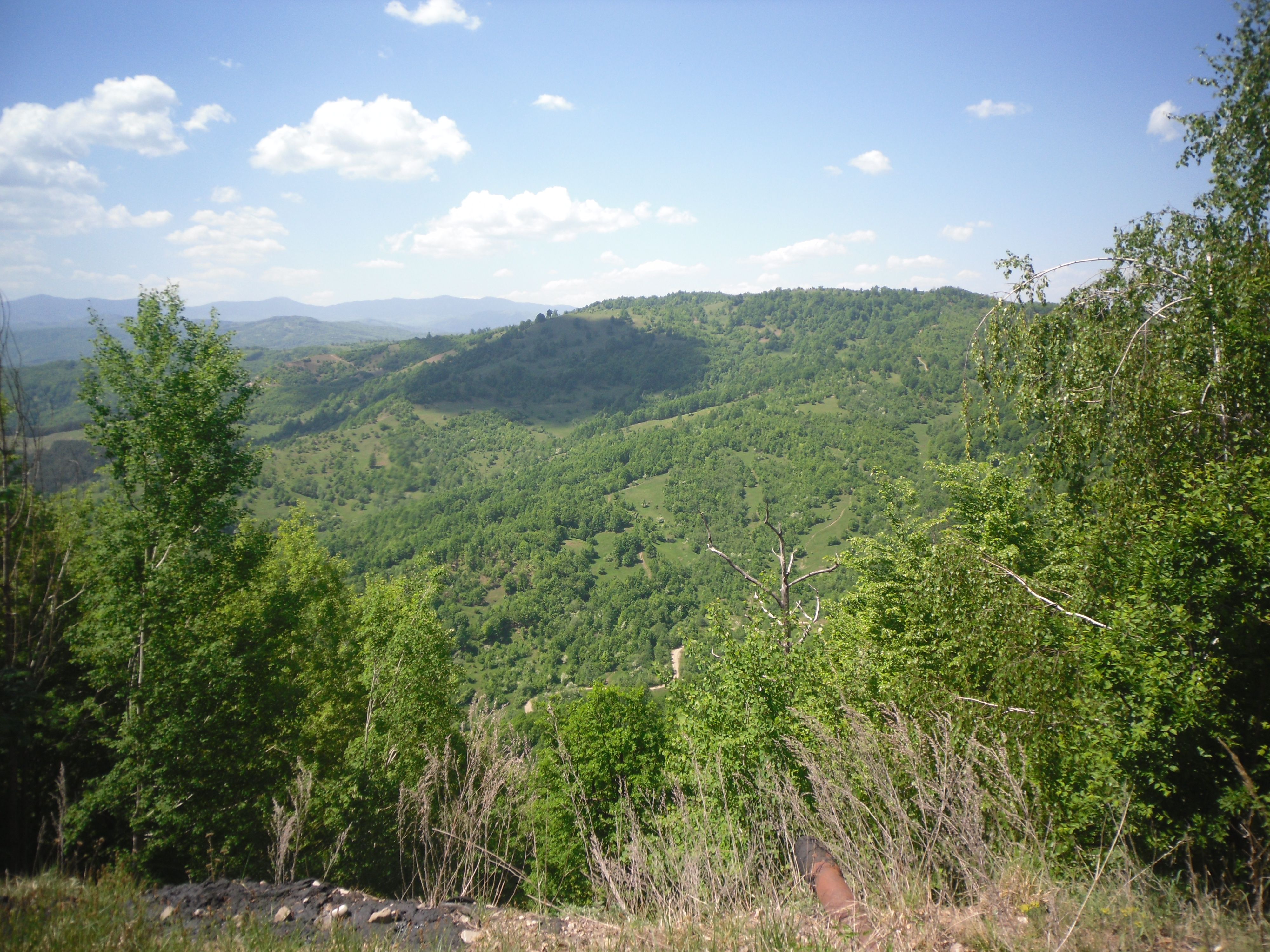
Dealul Cireșoaia

La 26 iulie/8 august a fost declanșată ofensiva. Deși în sectorul Brigăzii 13 Infanterie valurile de atac inamice care s-au îndreptat spre vârful Pravila nu au avut succes, la 27 iulie/9 august ca urmare a retragerii  Regimentului 16 Infanterie din stânga de pe dealul Ungureanu, Regimentul 15 Infanterie a fost nevoit să se retragă pe aliniamentul Pârâul Sărat-Groapa Popei-dealul Muncelu-dealul Cireșoaia (cota 772).
La 28 iulie/10 august întregul front al Brigăzii 13 Infanterie a fost atacat de Brigada 207 Honvezi cu scopul de a fi cucerite dealurile Cireșoaia și Coșna, astfel încât să poată fi stăpânită cu foc valea Trotușului. A doua zi asupra frontului regimentului – care a opus o rezistență eroică, s-au concentrat trupele Diviziilor 70 Infanterie și 7 Cavalerie austro-ungare. În apărarea Cireșoaiei s-au distins în mod deosebit soldații Batalionului 1, mulți dintre ei căzând în această zi la datorie.
La 30 iulie/12 august atacat puternic și supus unui intens bombardament de artilerie, regimentul s-a retras temporar în valea Trotușului împreună cu întreaga brigadă, dealurile Cireșoaia, Măgura și Coșna fiind luate în stăpânire de către inamic. În cooperare cu alte unități, Brigada 13 Infanterie a contraatacat în după amiaza aceleiași zile la ora 16, pentru a relua în stăpânire Cireșoaia (în această manevră, soldații regimentului au atacat dealul dinspre sud). Ca efect, Brigada 297 Honvezi s-a repliat și ofensiva inamică a fost oprită.

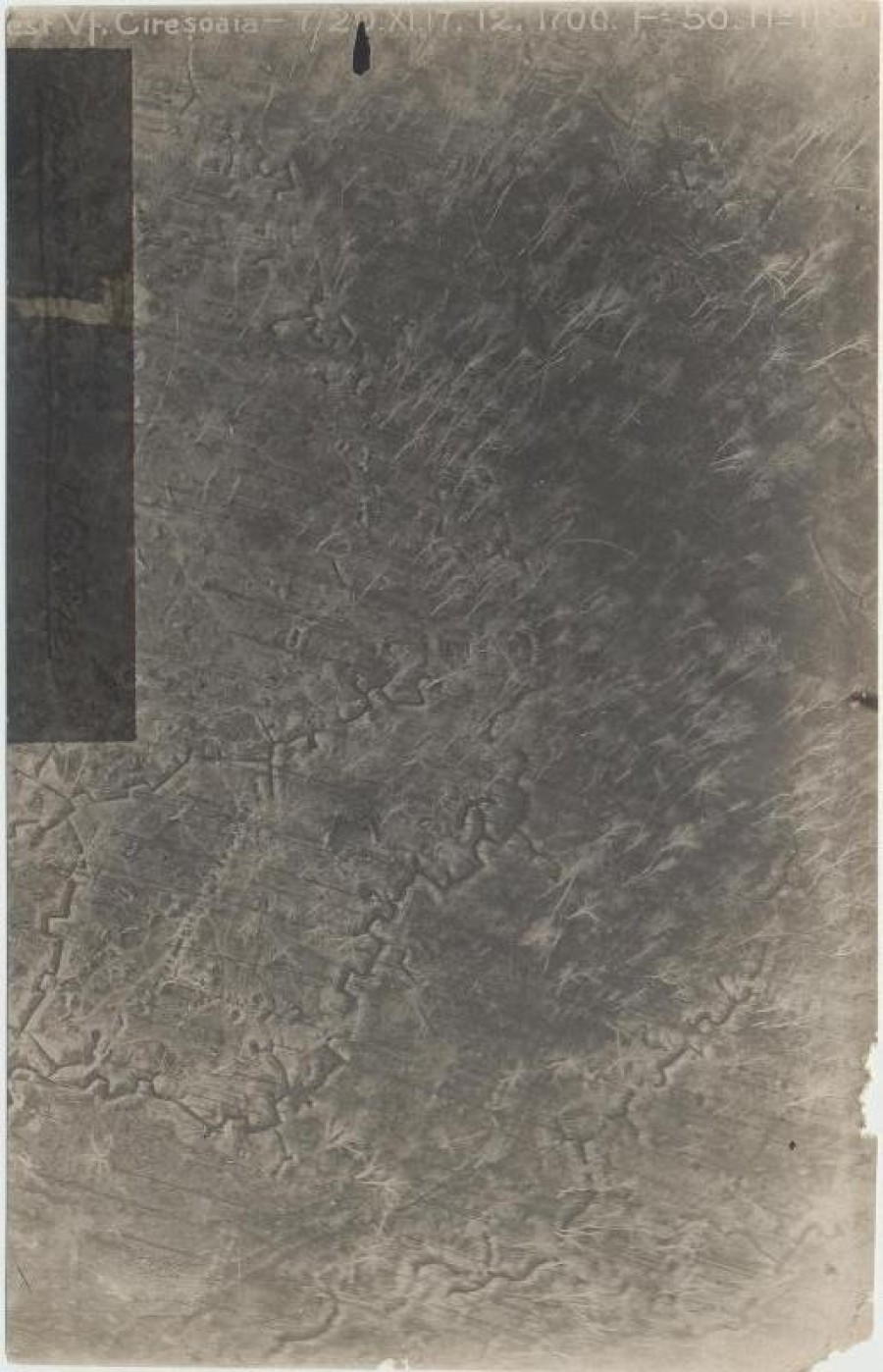
Fotografie aeriană din 20 noiembrie 1917 a zonei vârfului Cireșoaia, pe care se văd abatizele realizate din copaci doborâți.

A doua zi în cooperare cu alte unități contraofensiva a continuat, Brigada 13 Infanterie urmând să avanseze în direcția satului Slănic, apărat de trupele inamice ale Diviziei 70 Infanterie. După un atac la baionetă, Regimentul 15 infanterie a scos inamicul din pozițiile de pe dealul Măgura și a ocupat partea de sud-vest a acestuia. În pauza operativă care a urmat între 1/14 - 5/18 august, unitatea a ocupat astfel poziția situată la gura defileului Slănic și dealul Măgura, având ca vecini în dreapta Batalionul de Vânători de munte, iar în stânga Regimentul 14 Infanterie.
La 6/19 august – zi în care trupele inamice au reluat ofensiva, Batalionul 1 a schimbat pe vânătorii de munte, făcând legătura la flancul sau drept cu Regimentul 27 Infanterie. Sub atacul Diviziei 70 Honvezi, flancul drept al Regimentului 27 Infanterie aflat la dreapta Regimentului 15 a fost întors, dar ca urmare a contraatacului Companiei 1 a Regimentului 15, soldații inamici au fost fixați la cotele 707 si 764. La ora 14 Batalionul 3 – redus la efectivul unei singure companii și constituit în rezerva regimentului după ce predase Brigăzii 14 Infanterie poziția ocupată pe dealu Cândea, a atacat împreună cu o campanie de vânători inamicul infiltrat între regimentele 15 și 27, restabilind legătura între unități. Între 7/20 august-26 august/8 septembrie Regimentul 15 Infanterie s-a menținut în dispozitiv, cu Batalionul 1 situat de la poiana „La aur” până la cota 707 și cu Batalionul 2 în contact cu primul, în zona pârâului Slănic.
Având ca scop lichidarea intrândului deținut de inamic prin stăpânirea Cireșoaiei și Coșnei, în perioada 27 august/9 septembrie – 29 august/11 septembrie trupele române – în cadrul cărora cele ale Diviziei 7 Infanterie aveau misiunea de a fixa inamicul, au susținut împreună cu trupele ruse o acțiune ofensivă locală. Regimentul 15 a intrat în dispozitiv cu Batalioanele 2 si 3 în linia întâi și cu Batalionul 1 în rezervă, pierzând în această acțiune care nu și-a atins scopul, 3 ofițeri (1 mort și 2 răniți) și alți 509 militari (din care 340 de morți și 169 de răniți). Cu acest atac, s-a încheiat în mod practic, bătălia de la Oituz.

#### Ultima parte a anului 1917
La data de 27 septembrie/9 octombrie evidența efectivelor și mijloacelor disponibile ale unității a înregistrat 45 de ofițeri, 2.205 trupă, 493 de cai și 106 trăsuri. Organizarea a rămas aceeași, cu 3 batalioane de infanterie – fiecare cu patru companii de infanterie și una de mitraliere. La 28 februarie/14 martie 1918 ofițerii comandanți ai batalioanelor 1, 2 și 3 erau maiorii Vasile Stavei și respectiv Aurel Son, precum și căpitanul Ștefan Rădulescu, aflați sub comanda colonelului Teodor Pirici.
| Imagine indisponibilă |  | Imagine indisponibilă |
| Hărți austro-ungare ilustrând teatrul de operații al Regimentului 15 Infanterie în ultima perioadă a anului 1917 și prima perioadă a anului 1918. La stânga se află zona Neamțului, iar la dreapta cea care include granița cu Ducatul Bucovinei. |  |                       |

După ce a rămas pe aceleași poziții deținute după încheierea bătăliei de la Oituz, la 1/14 noiembrie 1917 unitatea a fost înlocuită de Regimentul 18 Infanterie și retrasă la Bârsănești, de unde a fost trimisă la Valea Seacă. De aici la începutul lunii decembrie 1917 regimentul a fost dislocat până la sfârșitul lunii ianuarie 1918 cu Batalionul 1 la Ruginoasa, Batalionul 2 la Piatra Neamț și Batalionul 3 la Bozieni, pentru a asigura dezarmarea trupelor ruse aflate în retragere de pe valea Bistriței pe direcția Piatra-Neamț – Roman.

### Perioada de armistițiu și demobilizarea din 1918
La sfârșitul lunii ianuarie 1918 unitatea a fost redislocată pe frontiera cu Bucovina. După încheierea Păcii de la Buftea în 7 mai 1918, trupele unității au plecat de la Dorohoi la 18 mai/2 iunie 1918 pentru a sosi în garnizoana de reședință Piatra Neamț la 22 mai/4 iunie. Conform instrucțiunilor destinate regimentelor cu numere de la 1 la 40, unitatea urma să păstreze un efectiv de 625 militari (incluzând reangajații subofițeri), precum și 160 de cai. Odată cu ajungerea în garnizoană, la 23 mai/5 iunie a fost finalizată activitatea de demobilizare a trupelor.
La 1/13 iunie 1918 comanda regimentului a fost preluată de către colonelul Alexandru Calmuschi, colonelul Teodor Pirici fiind mutat la comanda Regimentului 62 Infanterie.
La 27 octombrie/9 noiembrie 1918 întreaga armată română a trecut din nou pe picior de război.Regimentul 15 Infanterie – care se găsea în garnizoana de reședință Piatra Neamț, a fost din nou mobilizat în cadrul Diviziei 7 Infanterie. A aparținut astfel celor dintâi unități mobilizate în octombrie 1918, urmând să opereze în Transilvania.

## Recunoașteri, onoruri, in memoriam
Încă de la sfârșitul anul 1916 după ce trupele austro-ungare au fost respinse dincolo de frontieră, pe valea Uzului la Sălătruc preotul confesor Victor Gervescu a ridicat o bisericuță stabilă de lemn fasonat, căreia i-a pus inscripția: „În memoria eroilor căzuți în Valea Uzului din Regimentul Nr. 15 Infanterie”. Lăcașul de cult a deservit trupele care veneau la rezervă pentru câteva zile.

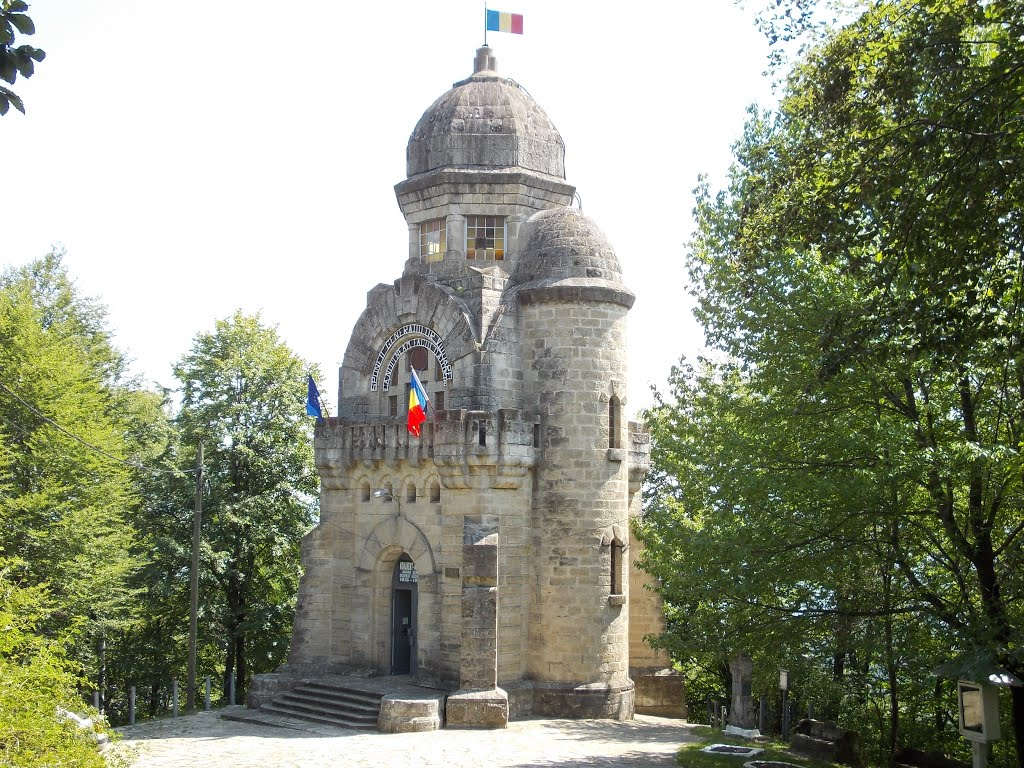
Monumentul Eroilor de pe Măgura Ocnei, orașul Târgu Ocna

Două dintre drapelele de luptă ale regimentului străjuiesc astăzi Mormântul Eroului Necunoscut de la parterul Monumentului comemorativ de pe Măgura Ocnei.
Numele unor militari ai unității decedați în misiune în decembrie 1916 pe Măgura Odobeștilor se găsesc înscrise în Mausoleul de la Mărășești, iar cel al unora dintre cei căzuți pe Măgura Ocnei, în monumentul de acolo.
La 12 septembrie 2017 pe Dealul Cireșoaia pe partea dreaptă a drumului de legătură dintre localitățile Târgu Ocna și stațiunea Slănic-Moldova, militarii din Brigada 15 Mecanizată au ridicat exact pe locul unde câteva sute de ostași ai Regimentului 15 Infanterie au căzut la datorie în urmă cu un secol, o cruce de piatră care a primit numele de „Crucea Eroilor Regimentului 15 Infanterie”.
„În acei ani, părinții noștri simțeau că totul este pierdut. Dar atunci au fost oameni care au știut să ia decizii la momentul oportun și care au știut să le îndeplinească. Acele clipe au fost trăite în modul cel mai dureros de cei care și-au vărsat sângele și și-au dat viața. De aceea, această cruce și prezența voastră arată, după o sută de ani, gratitudinea națiunii române pentru tot ce a fost adânc, înălțător și frumos în acele momente.”—I. P. S. Teofan al Moldovei și Bucovinei în cuvântarea de la inaugurarea monumentului
O altă cruce – soră geamănă a celei ridicate pe dealul Cireșoaia, a fost inaugurată două zile mai târziu pe 14 septembrie 2017 de ziua Sfintei Cruci, în fața comandamentului Brigăzii 15 Mecanizată din Iași.
Printre cărțile care au ca subiect regimentul se numără:
- Ante, Gheorghe; „Istoricul Regimentului No. 15 de Dorobanți”; Piatra Neamț; 1932 (reeditată în 2017).[5]
- Otu, Petre

- Regimentul 15 „Războieni” (File dintr-o istorie eroică); Ed. A92; Iași; 1996
- De o vârstă cu independența. De la Regimentul 15 „Războieni” la Brigada 15 Mecanizată „Podu Înalt”; Editura Militară; București; 2011; ISBN 978-973-32-0884-6

### Decorațiii militare
- Militari decorați cu Ordinul Militar de Război „Mihai Viteazul” (toți cu clasa a III-a).[86]:

- colonelul Nicolae Rujinschi

- La sfârșitul Primului Război Mondial,[15] drapelul regimentului a fost decorat cu Ordinul național „Steaua României”, în grad de Cavaler.[83]
- De asemenea, o parte dintre ofițerii, subofițerii și soldații unității (conform aprecierii lui Petre Otu: „foarte mulți”), au fost decorați cu ordinele Steaua României și Coroana României, precum și medaliile  Bărbăție și Credință și Virtutea Militară,  etc...[83]

## Comandanți
În perioada Primului Război Mondial, regimentul a avut următorii comandanți:
- Colonel Emil Romanescu, 1 aprilie 1911 - 30 noiembrie 1914
- Colonel Alexandru Anastasiu, 1 decembrie 1914 - 31 martie 1915
- Colonel Nicolae Rujinschi, 1 aprilie 1915 - 14 august 1916
- Locotenent-colonel Teodor Pirici, 31 martie 1916 – 1 iunie 1918

## Personalități (1914-1920)
- Căpitanul poet Nicolae Vulovici, căzut la datorie pe 8 septembrie 1916, la Miercurea Ciuc.[89]
- Sublocotenentul Gheorghe Ante, publicist[90] și poet.[5]